# Зінсгайм
Зінсгайм (нім. Sinsheim) — місто в Німеччині, у землі Баден-Вюртемберг. Підпорядковується адміністративному округу Карлсруе. Входить до складу району Рейн-Неккар.
Площа — 127,01 км2. Населення становить 35 433 ос. (станом на 31 грудня 2020).
У місті розташовані:
- Музей техніки — найбільший приватний музей у Європі, у якому представлені колекції раритетної авіаційної та автомобільної техніки.
- Рейн-Некар-Арена — футбольний стадіон, домашня арена клубу «Гоффенгайм 1899».

## Релігія

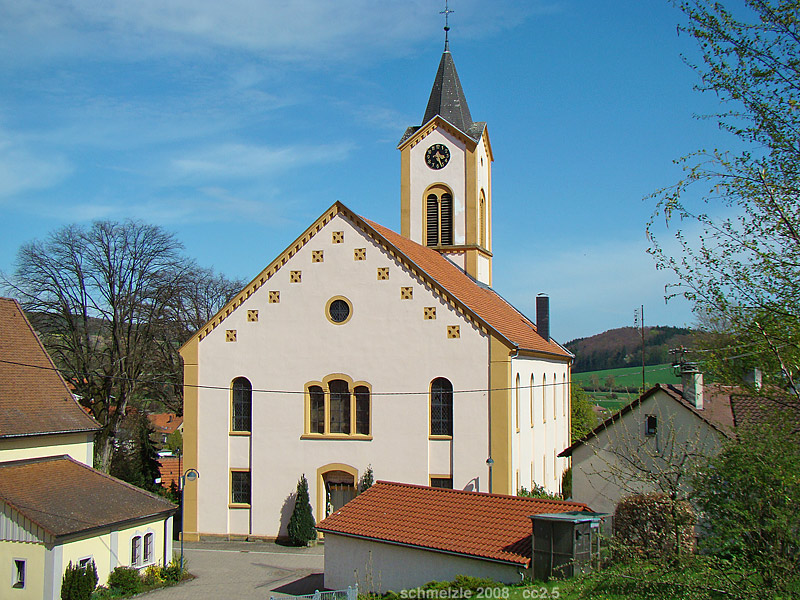
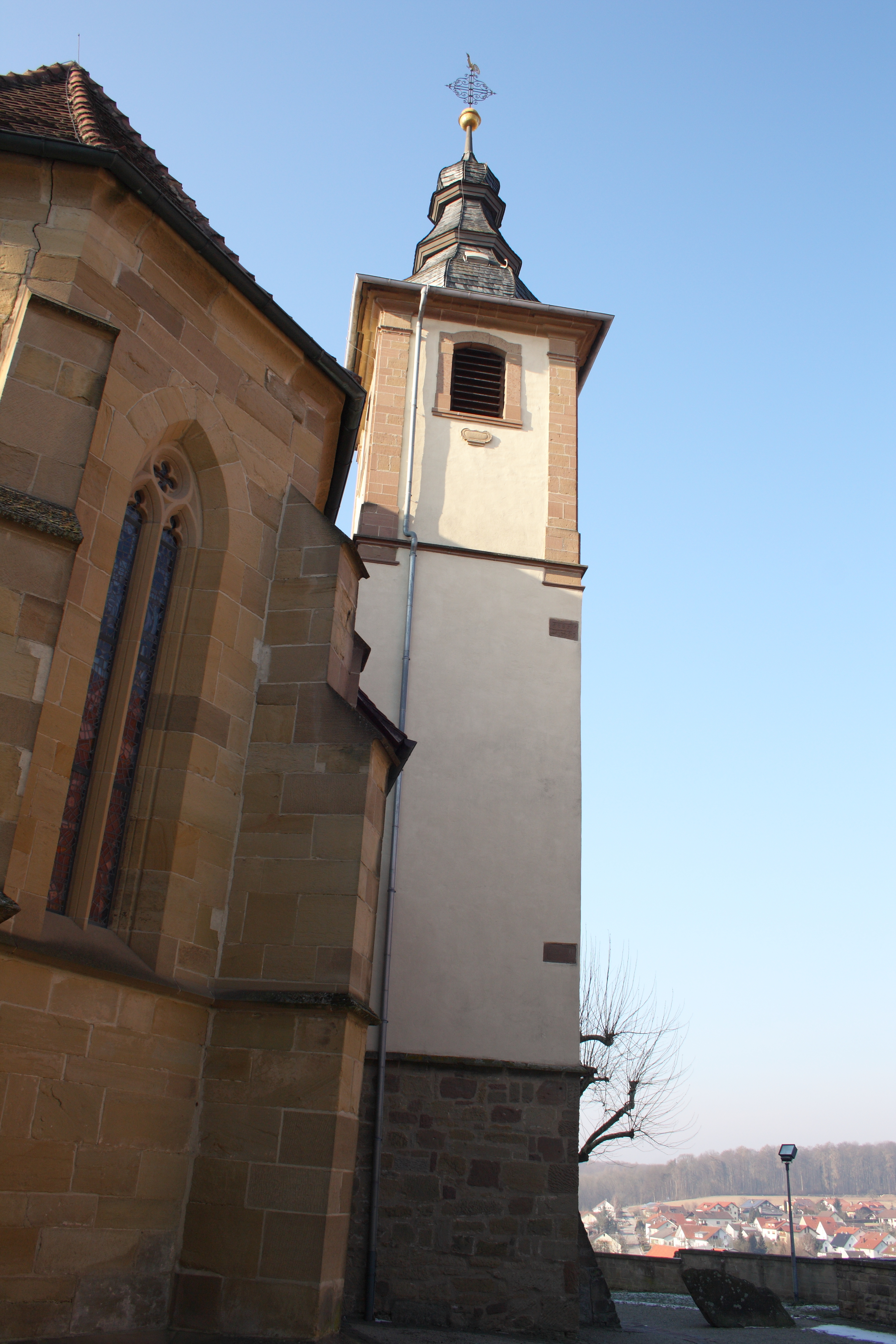
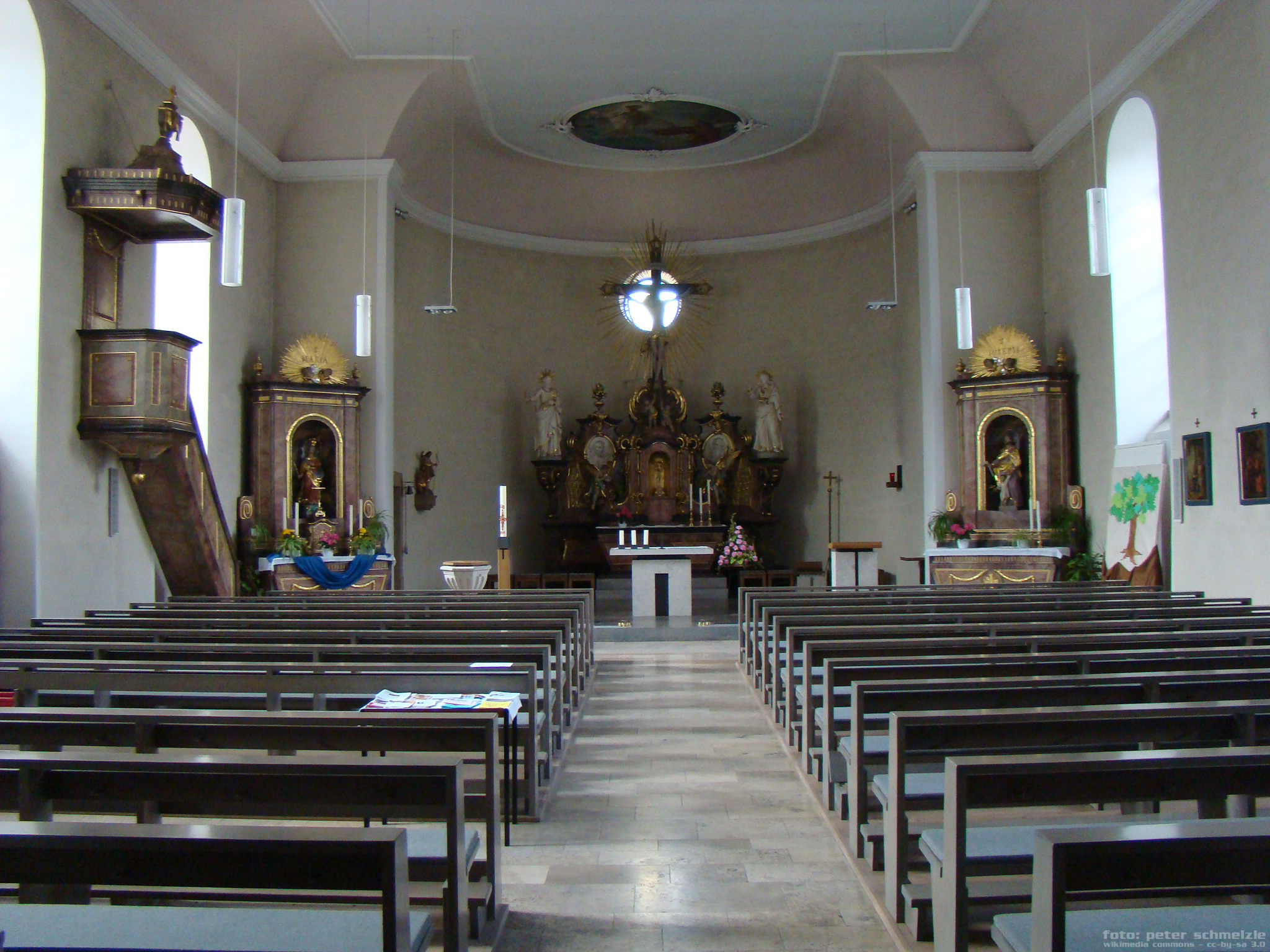
Всередині католицької кірхи Steinsfurt
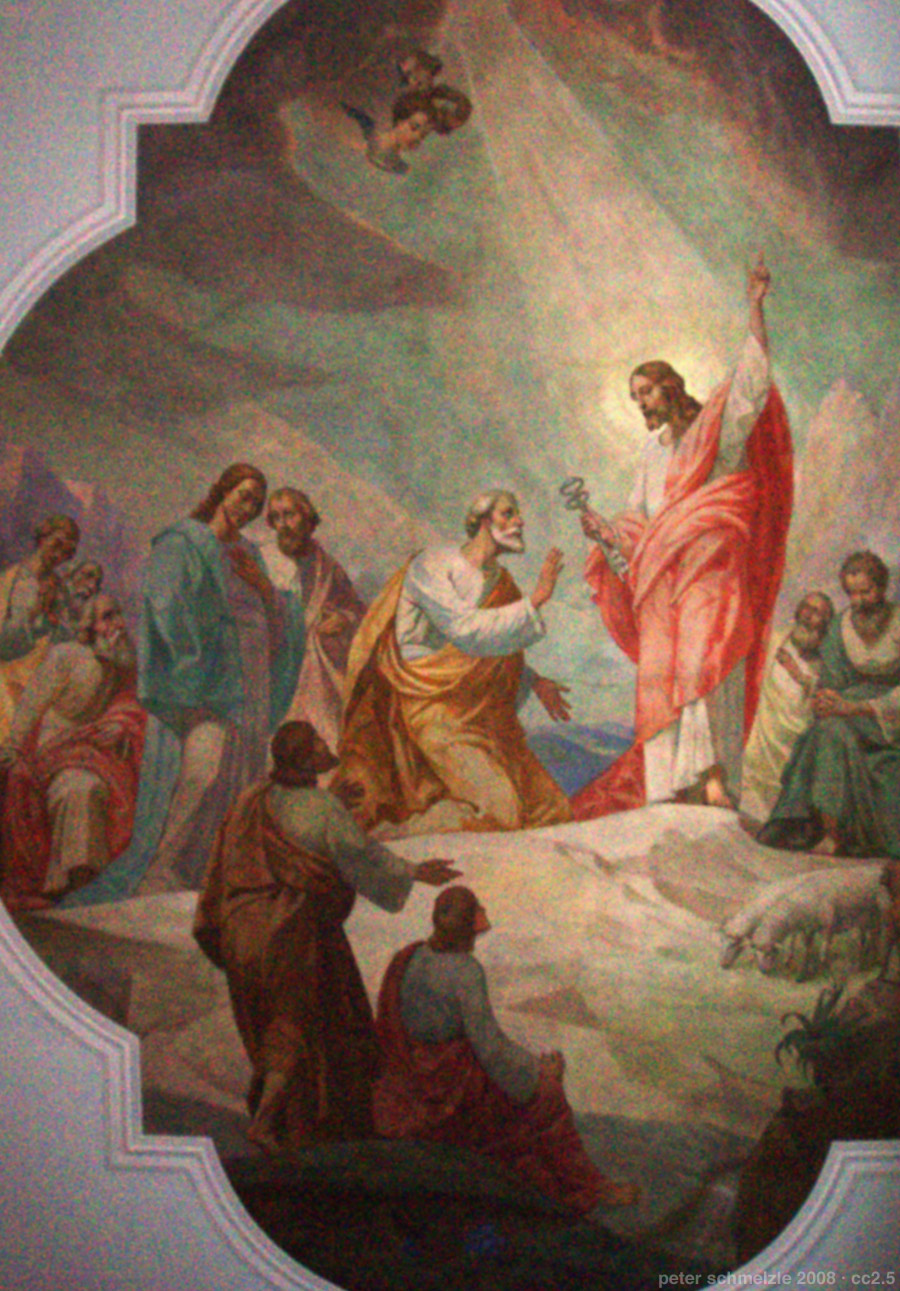
Фреска кірхи Steinsfurt
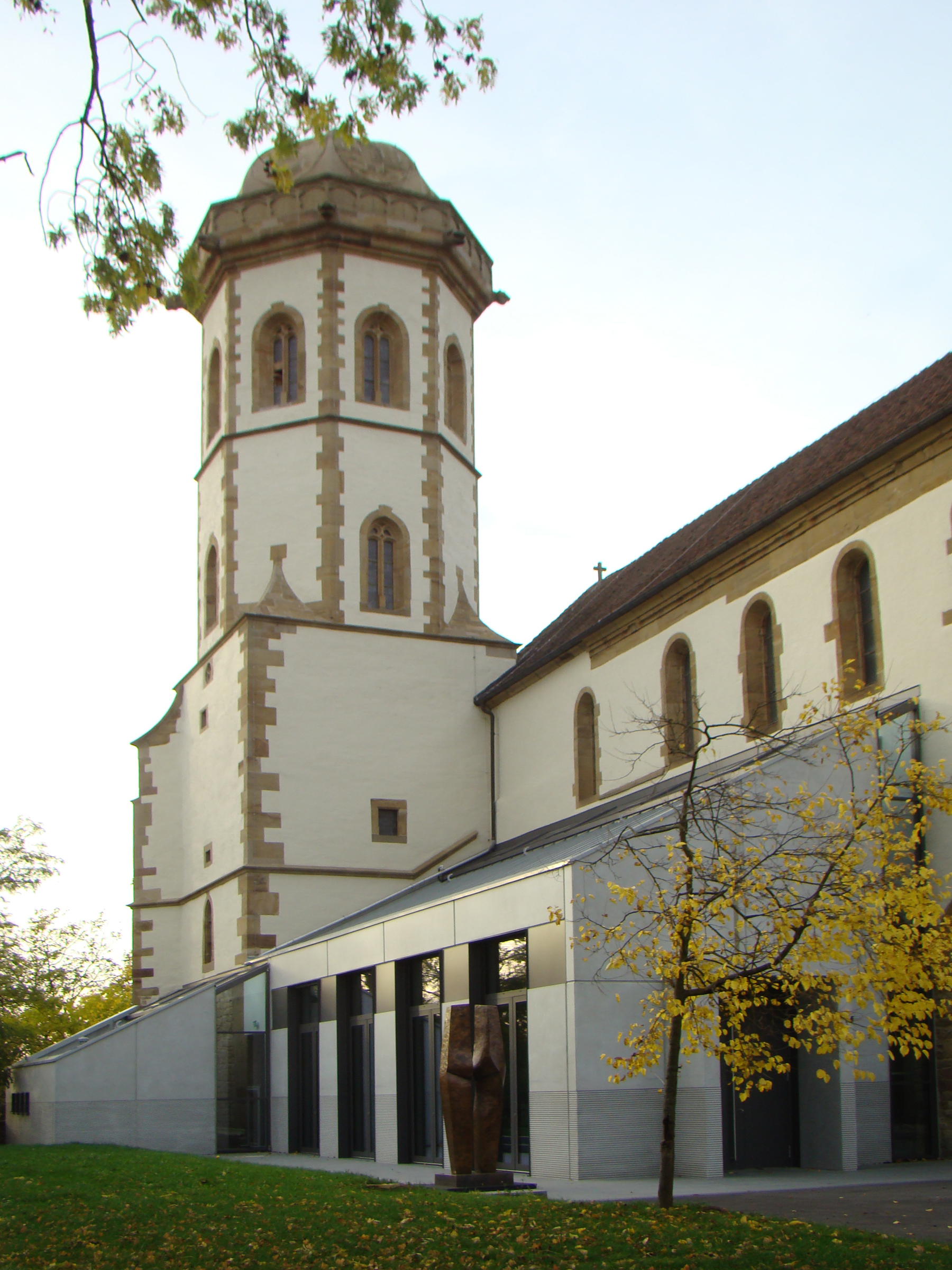
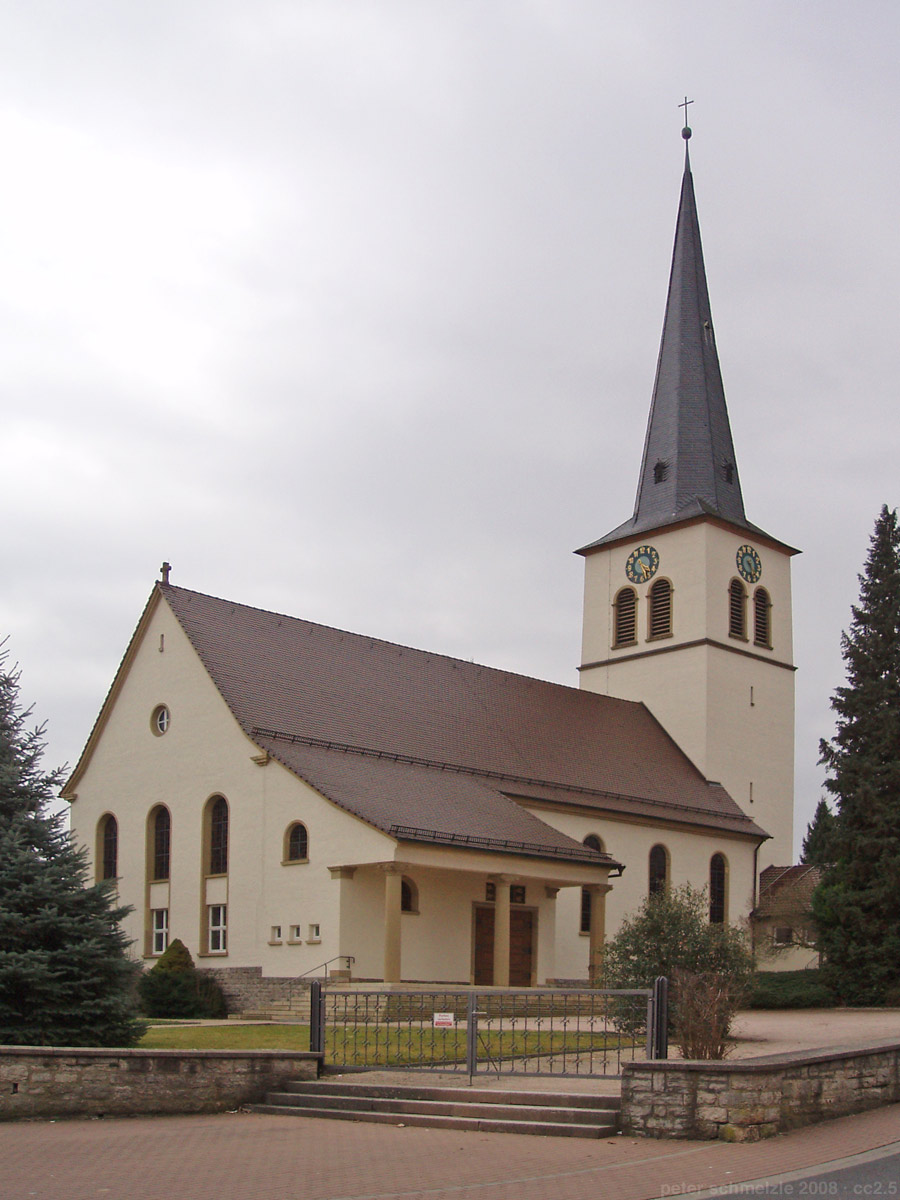
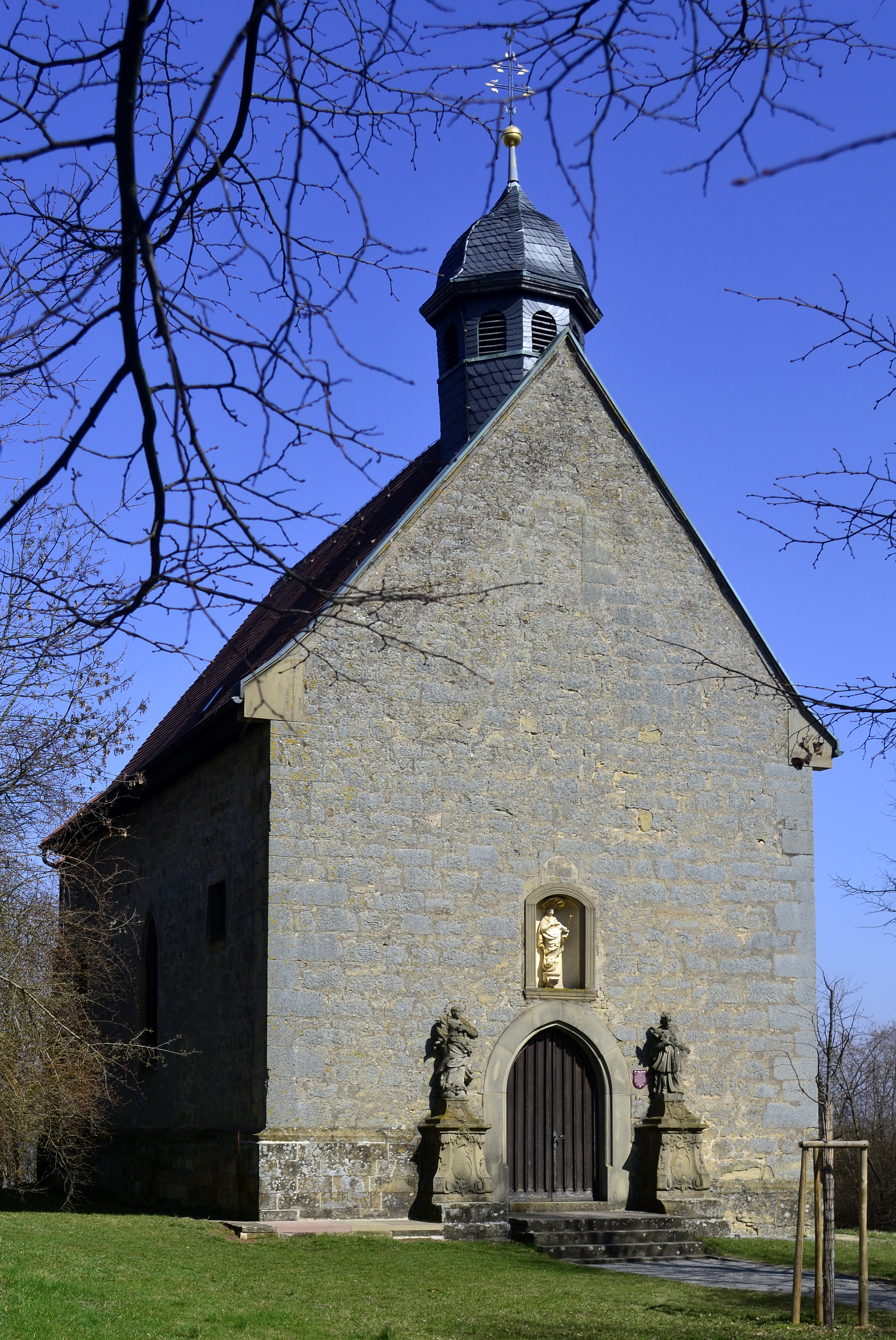
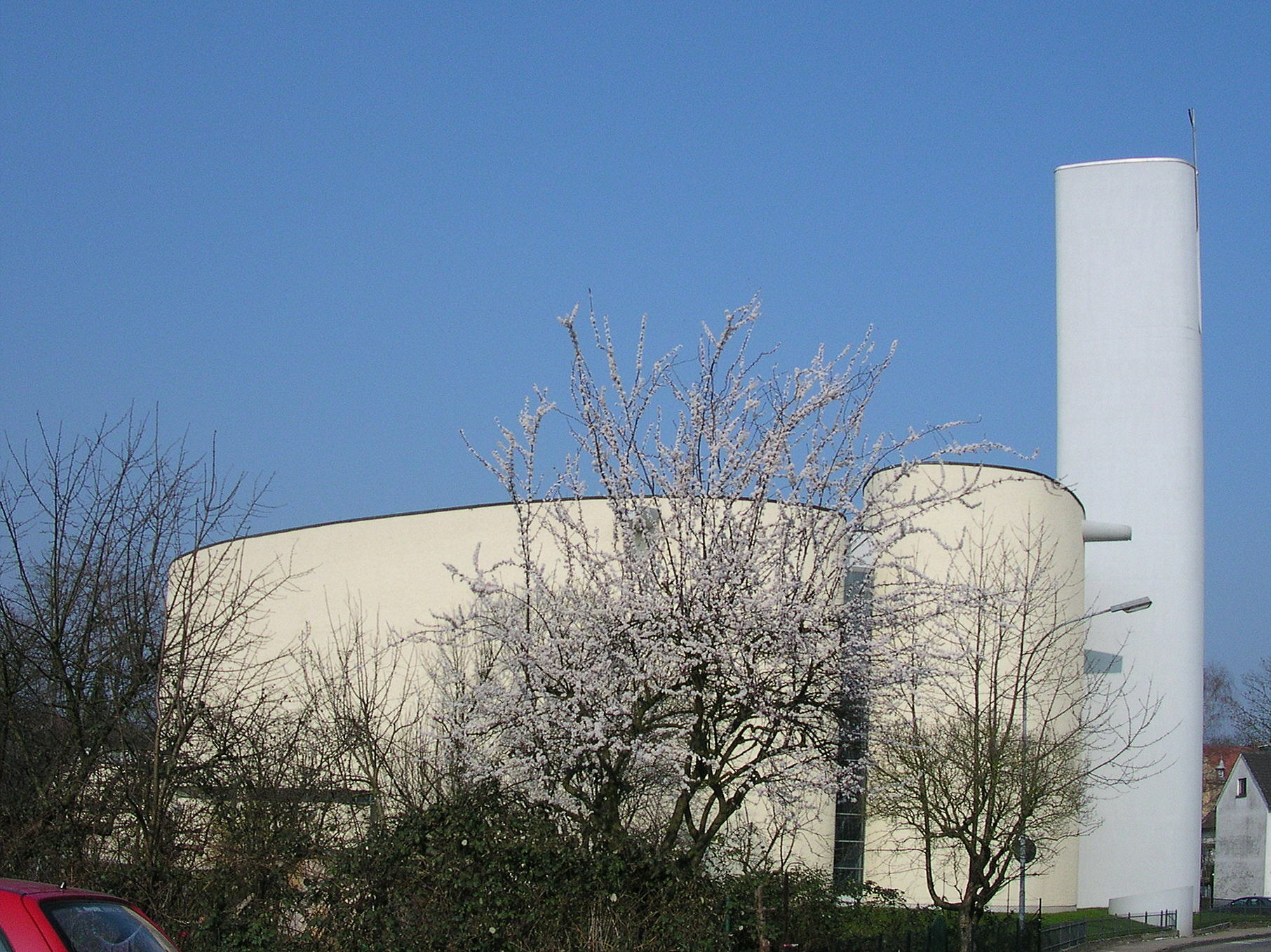
Сучасна кірха
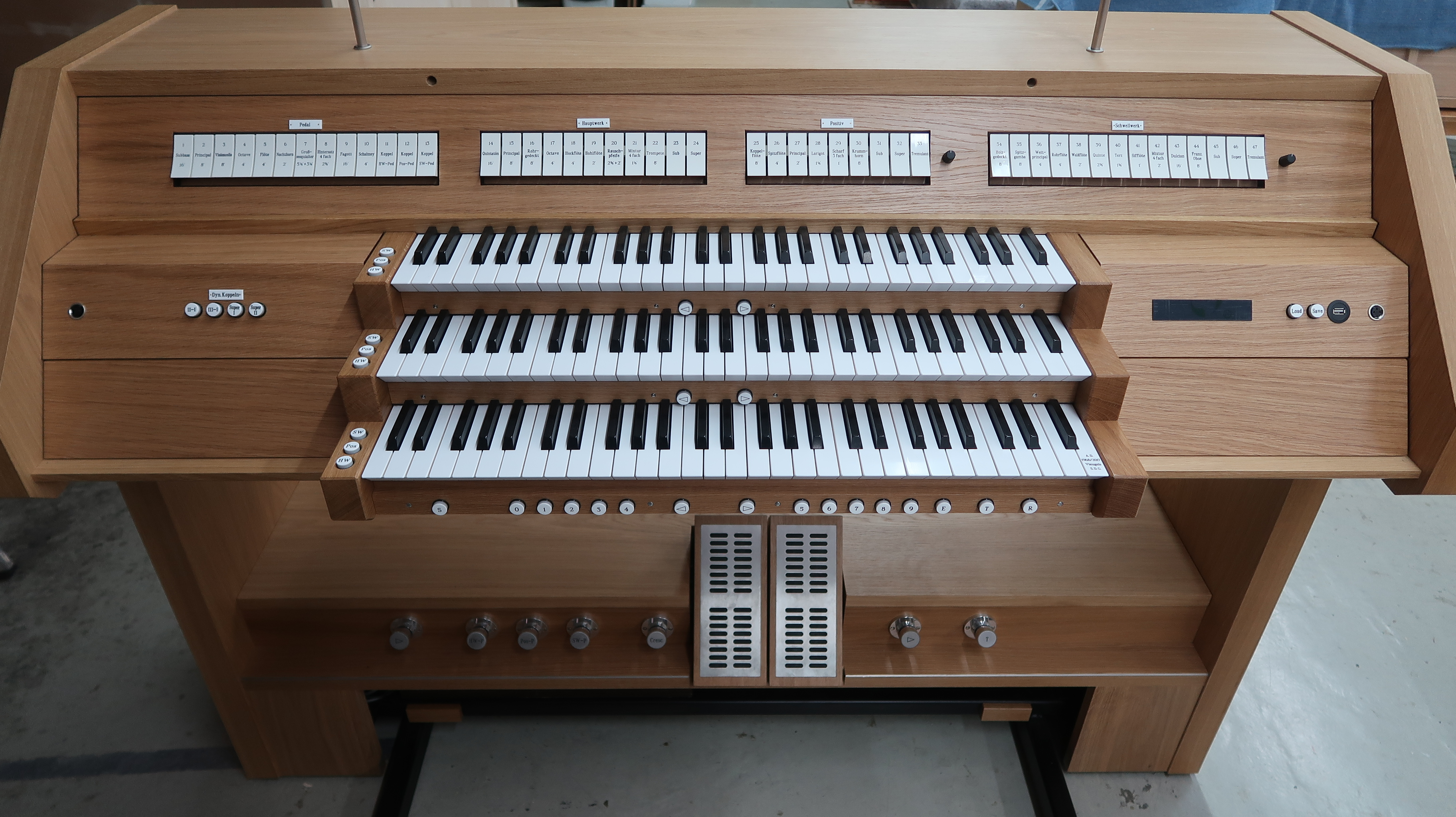
Клавіші органу
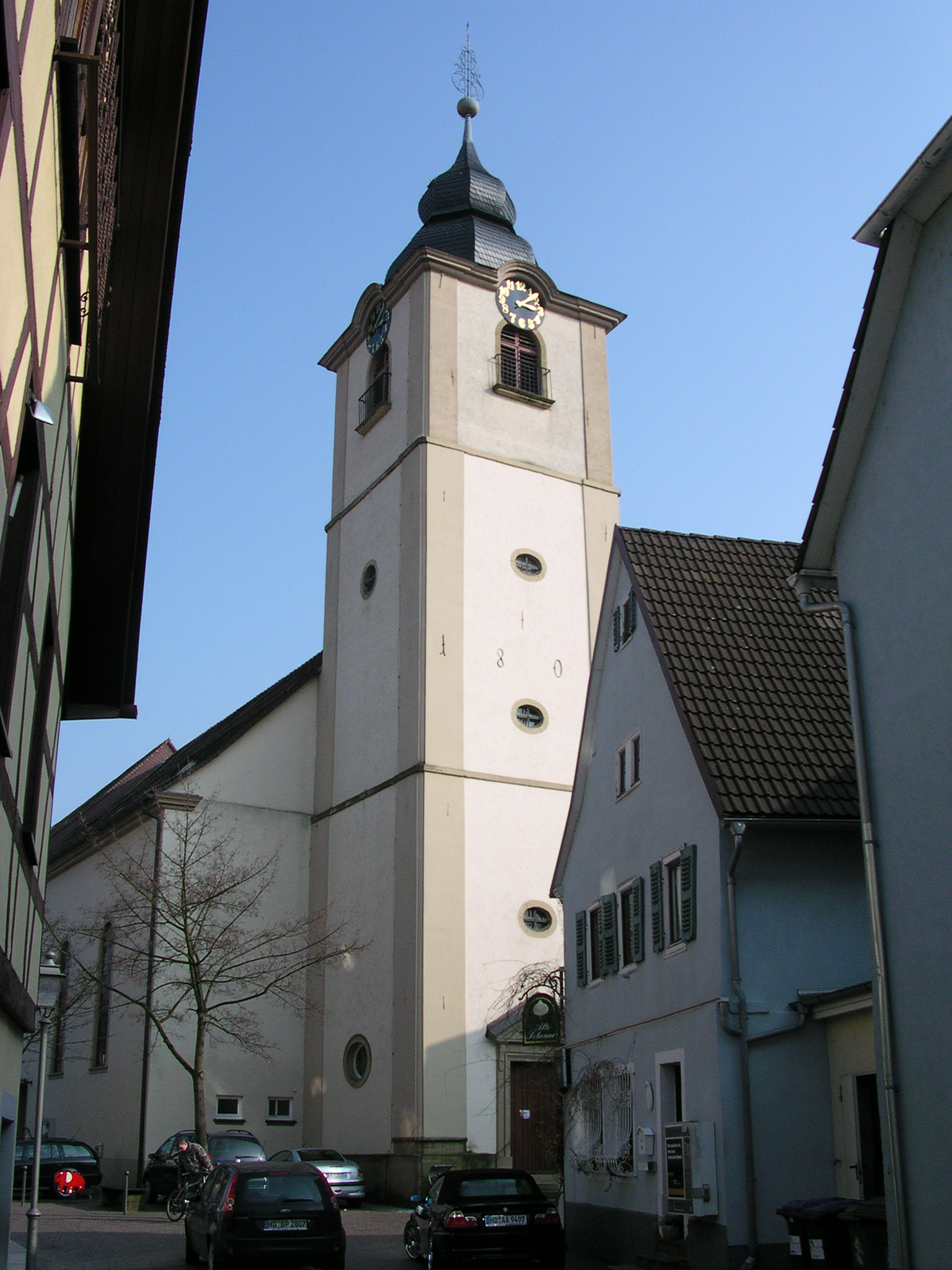
Євангельська кірха
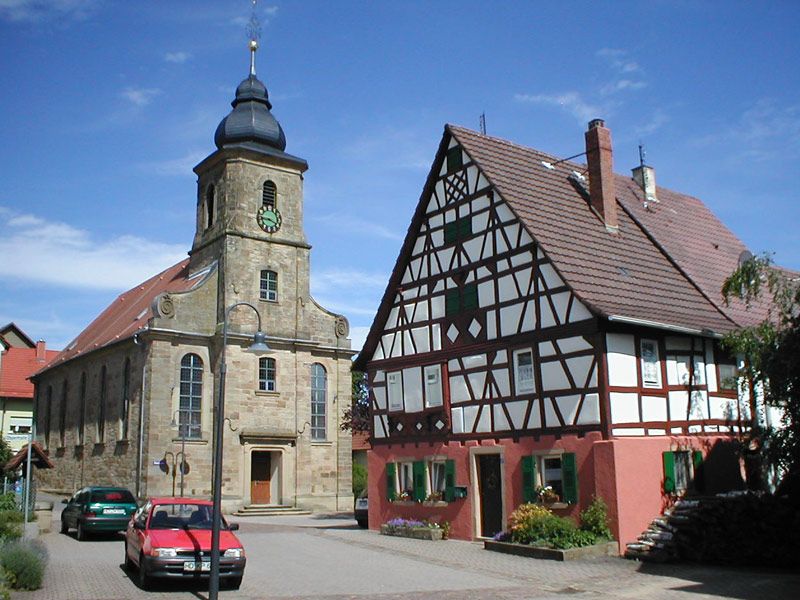
Ліворуч кірха (церква)
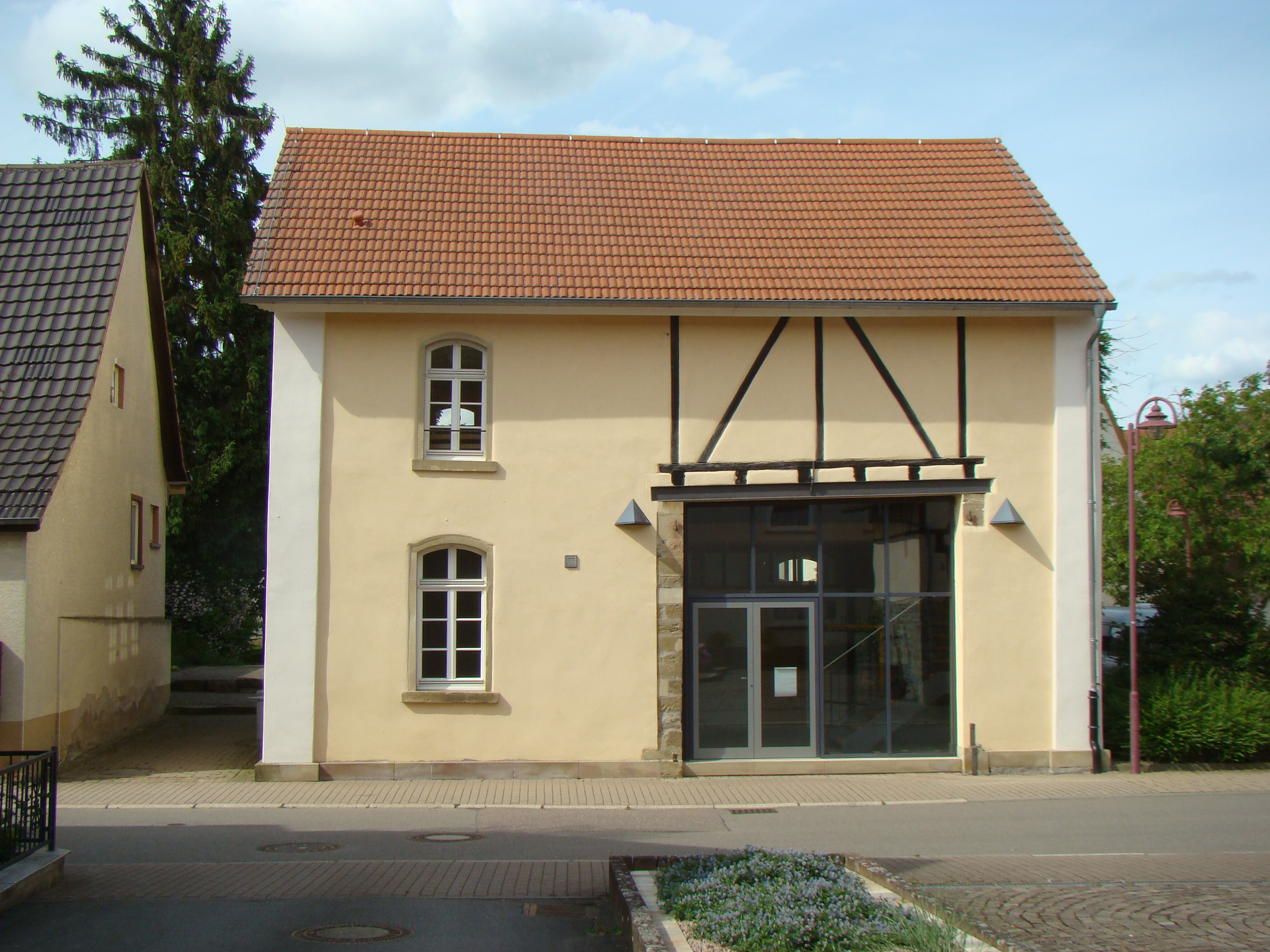
Синагога
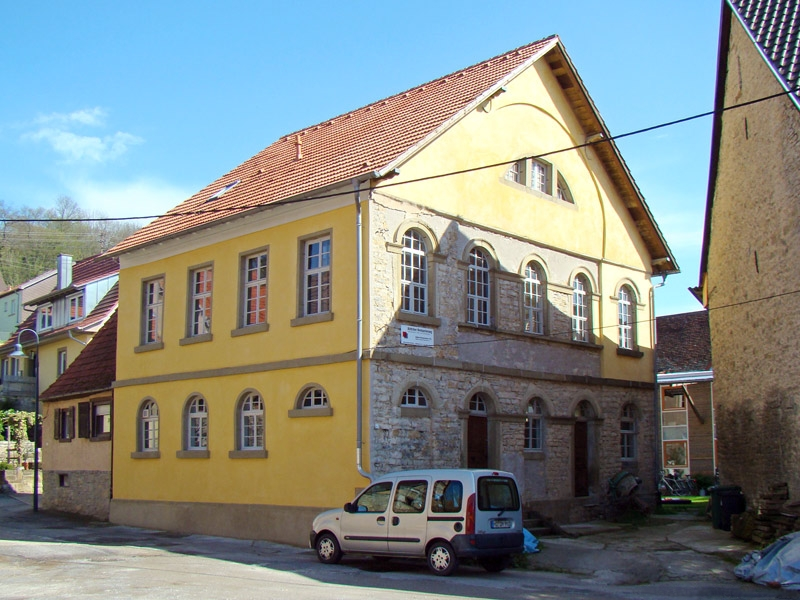
Синагога
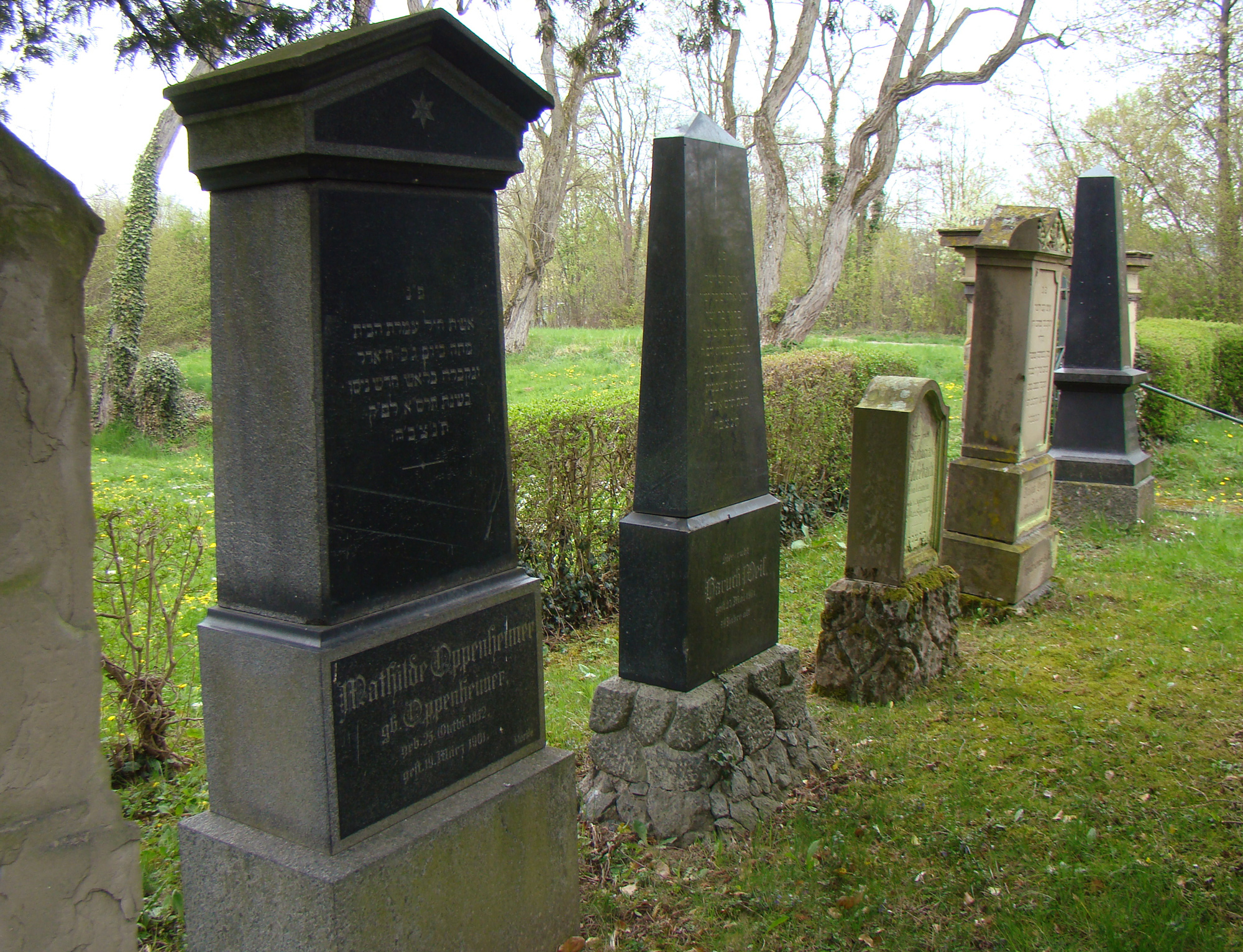
Єврейське кладовище

## Спорт
Футбольний клуб «Гоффенгайм 1899» грає на своїй домашній арені, стадіоні Рейн-Некар-Арена. Клуб став бронзовим призером Бундесліги у сезоні 2017–2018.

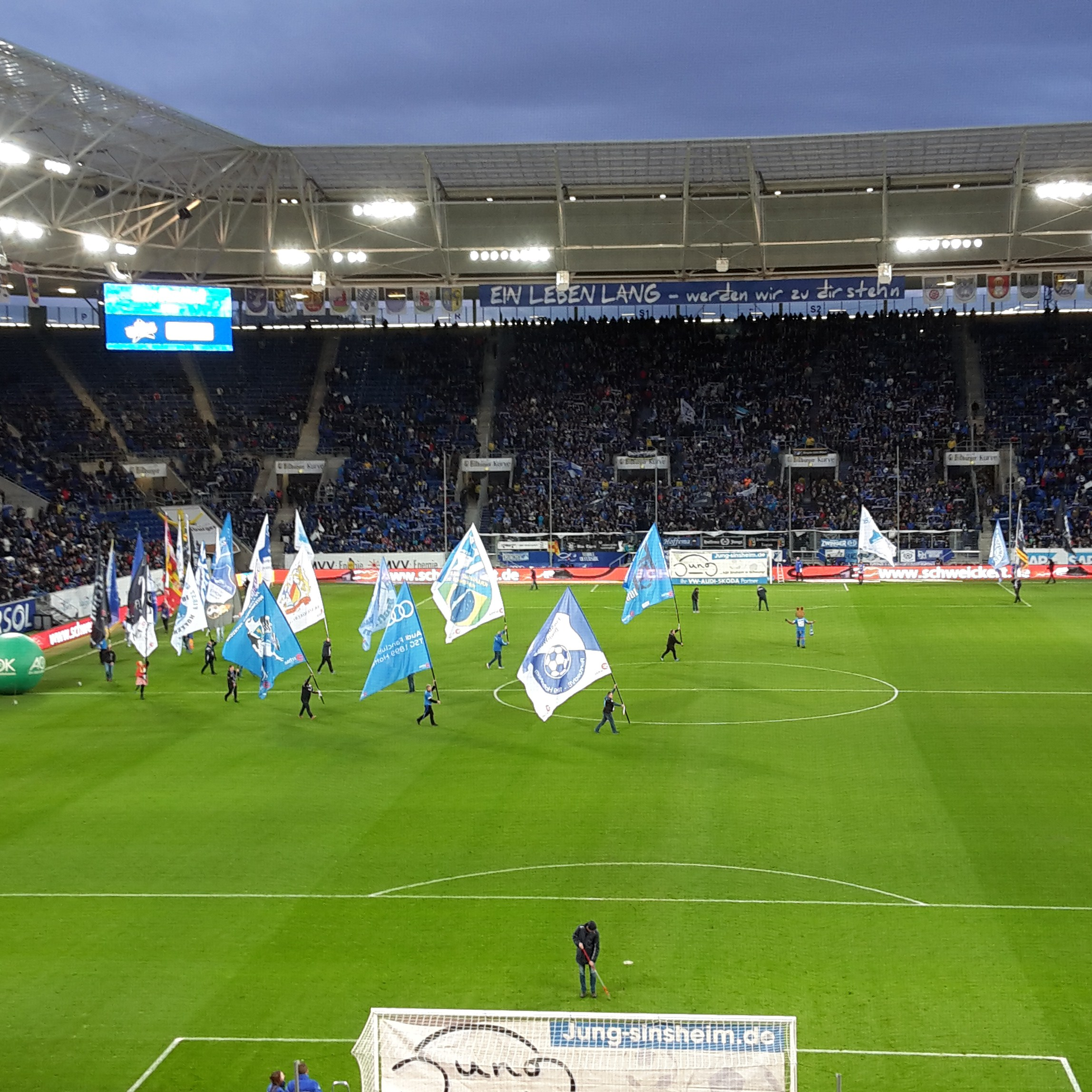
Стадіон Рейн-Некар-Арена
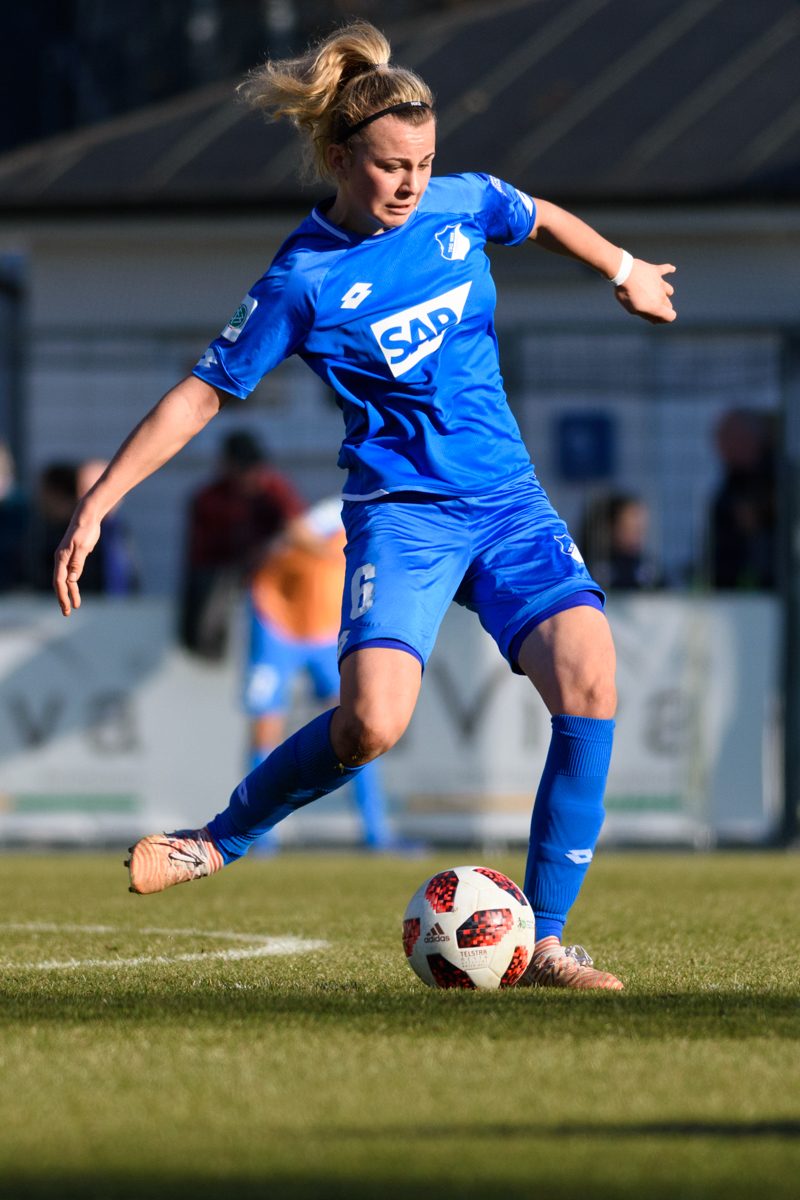
Гра жіночої команди «Гоффенгайм 1899»
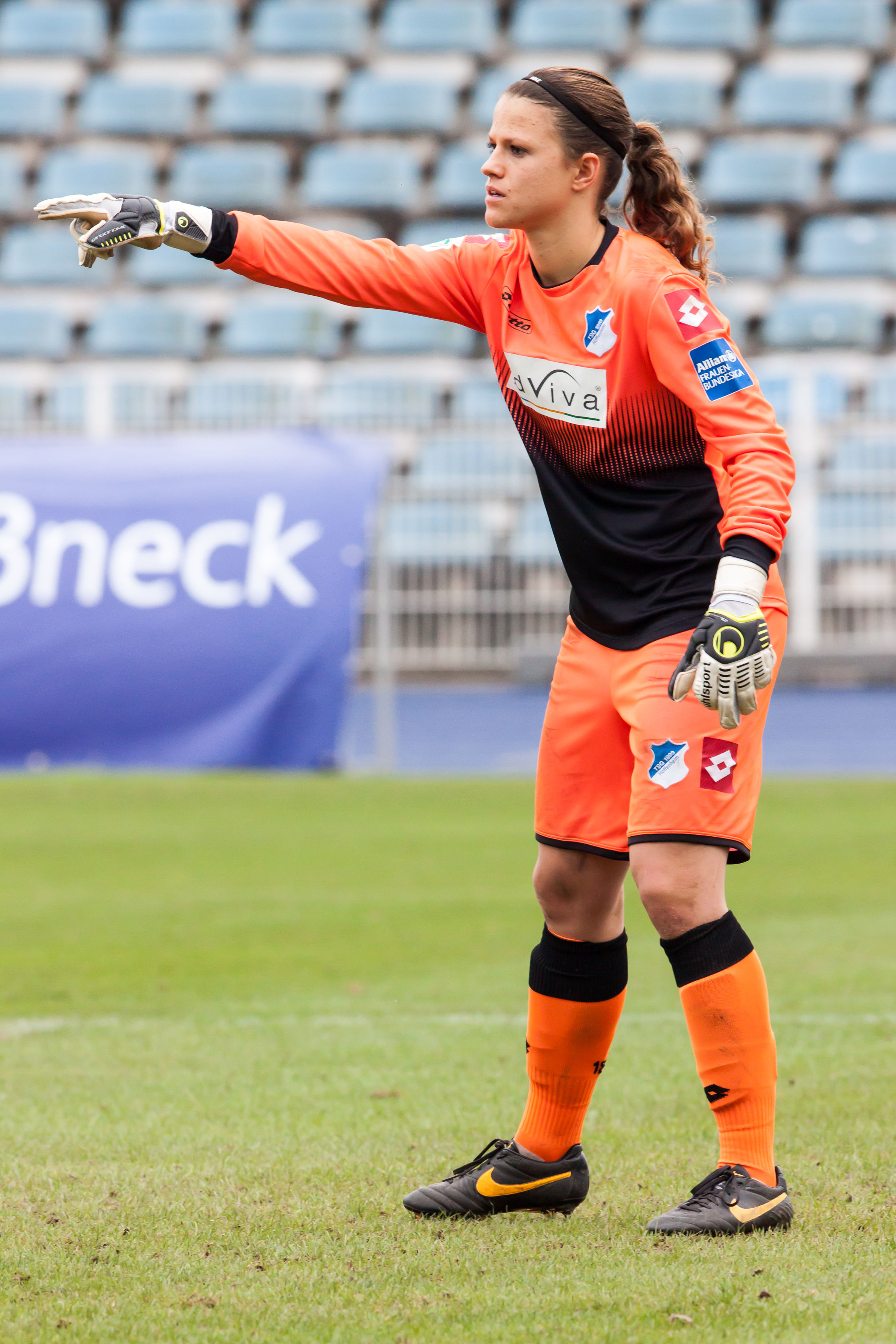
Гра жіночої команди «Гоффенгайм 1899»
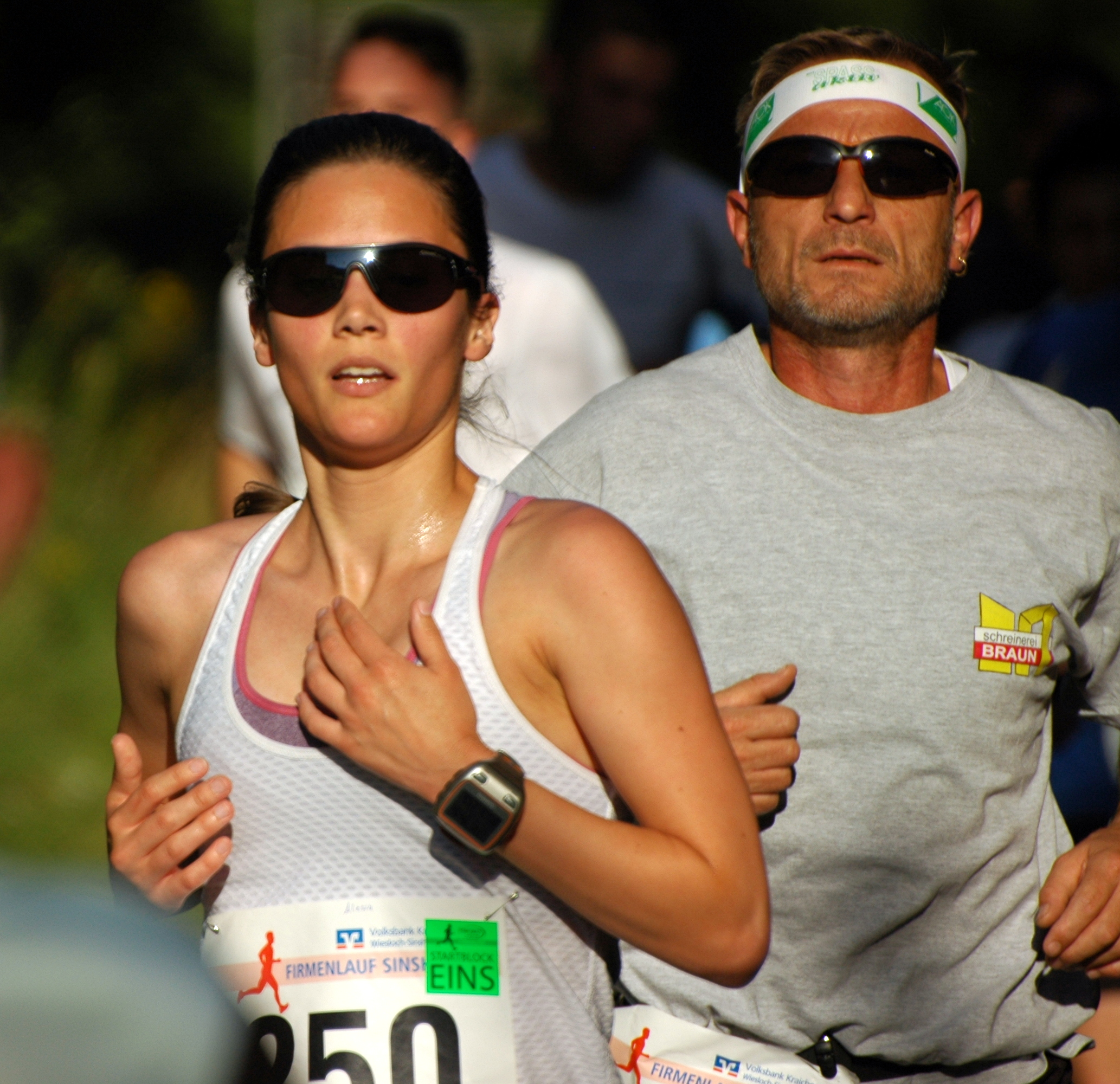
Марафон у 2016

## Транспорт

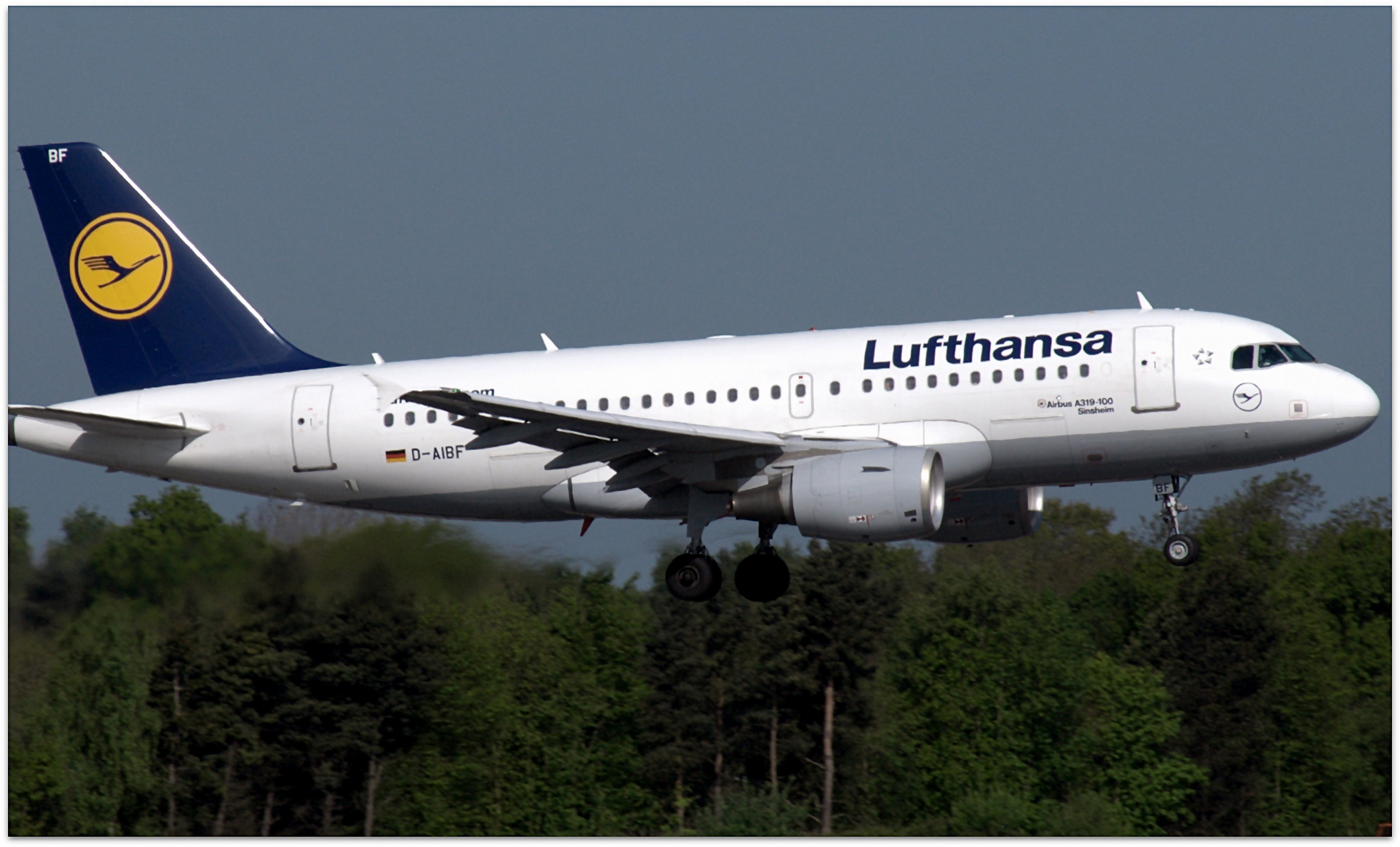
Airbus A319 D-AIBF компанії Lufthansa, названий на честь міста
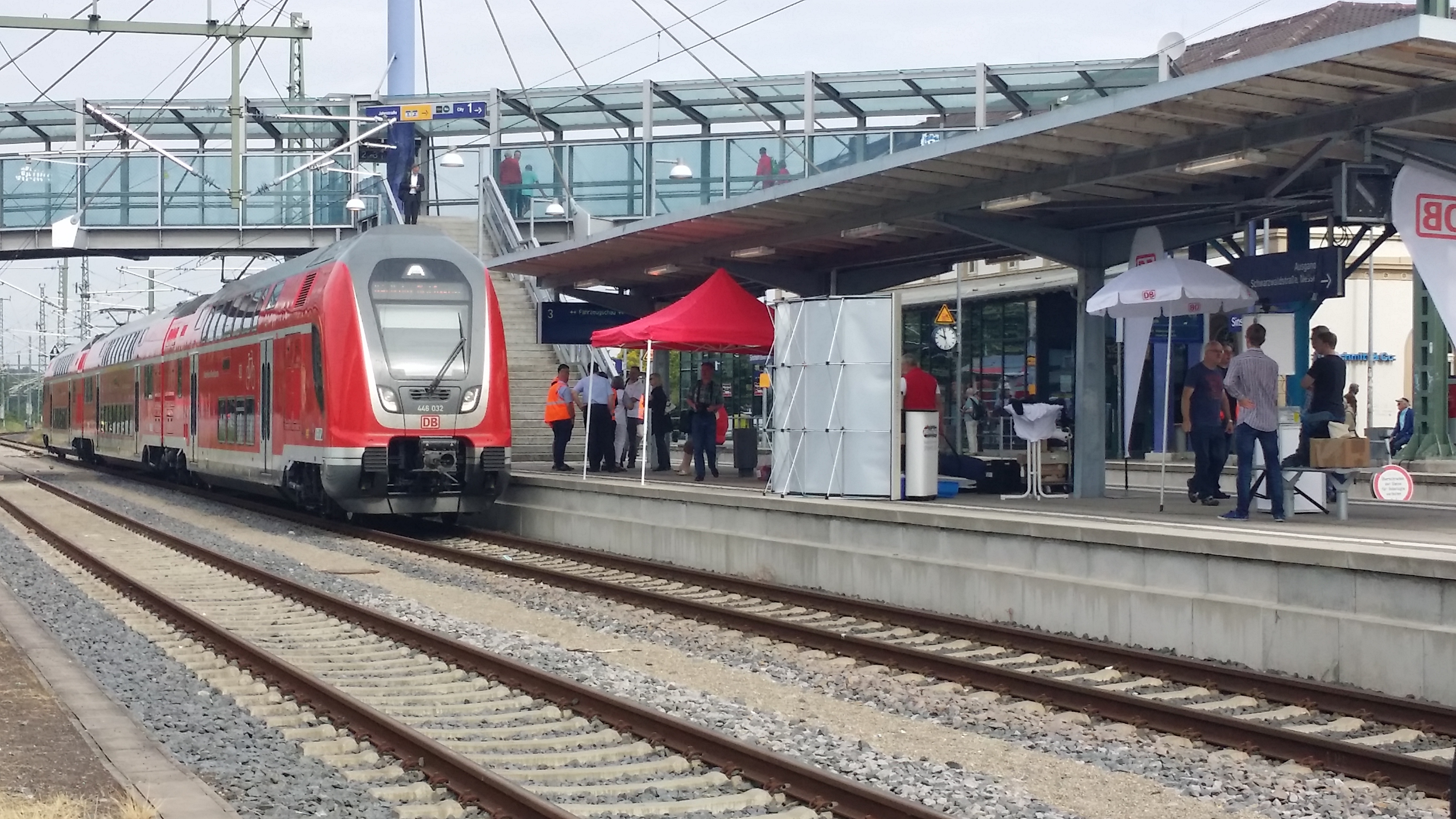
Залізничний вокзал
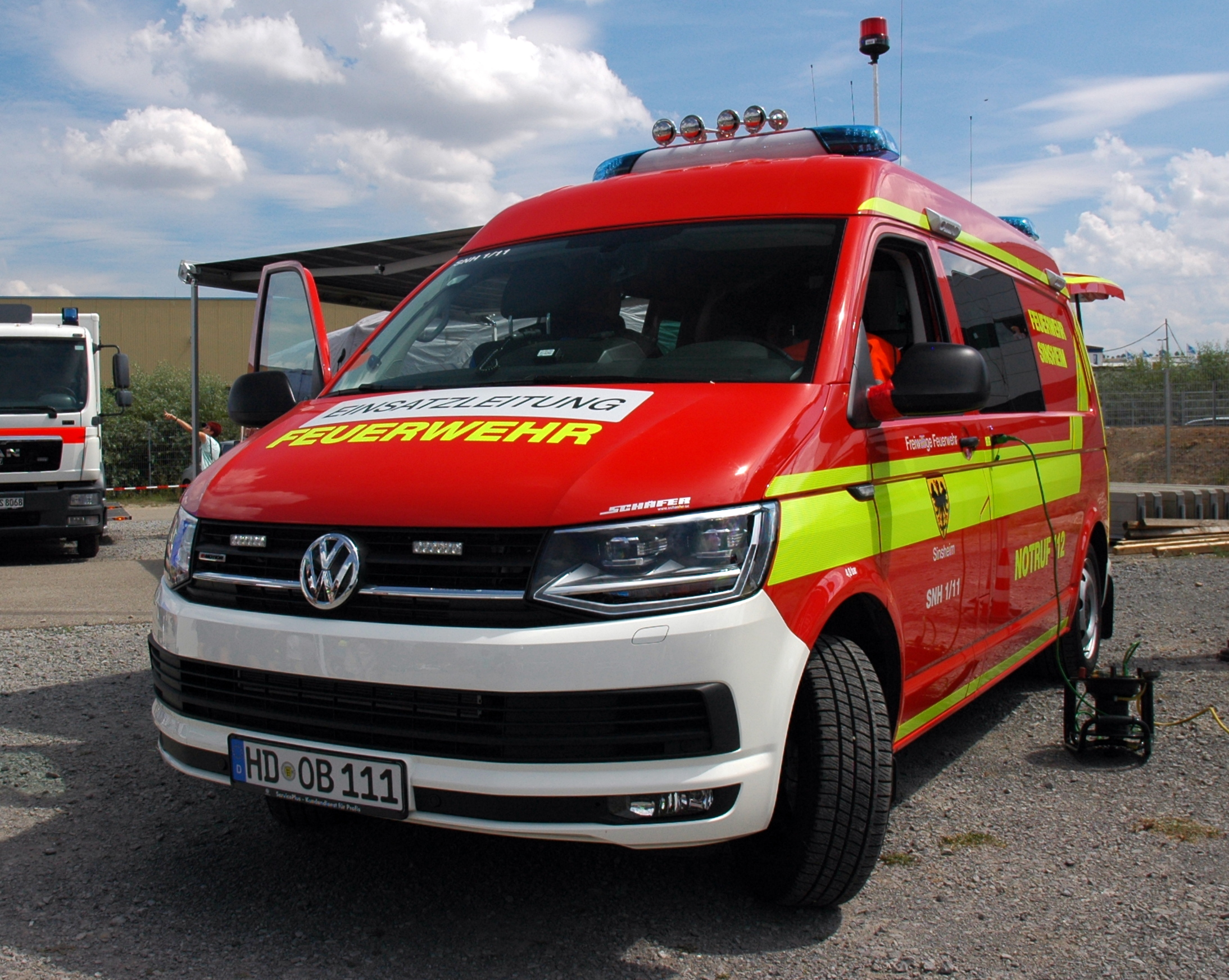
Пожежний автомобіль
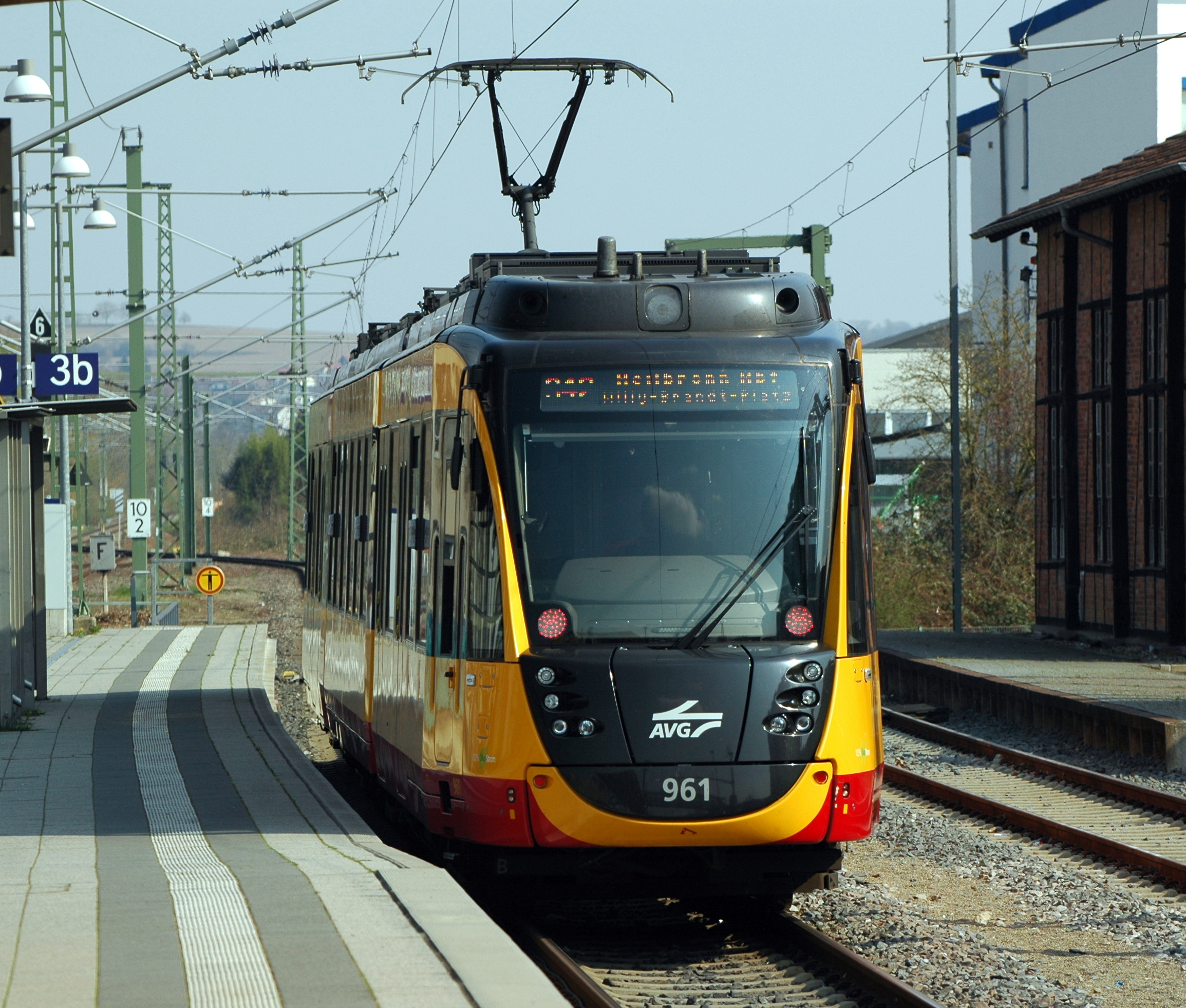
Трамвай Bombardier ET
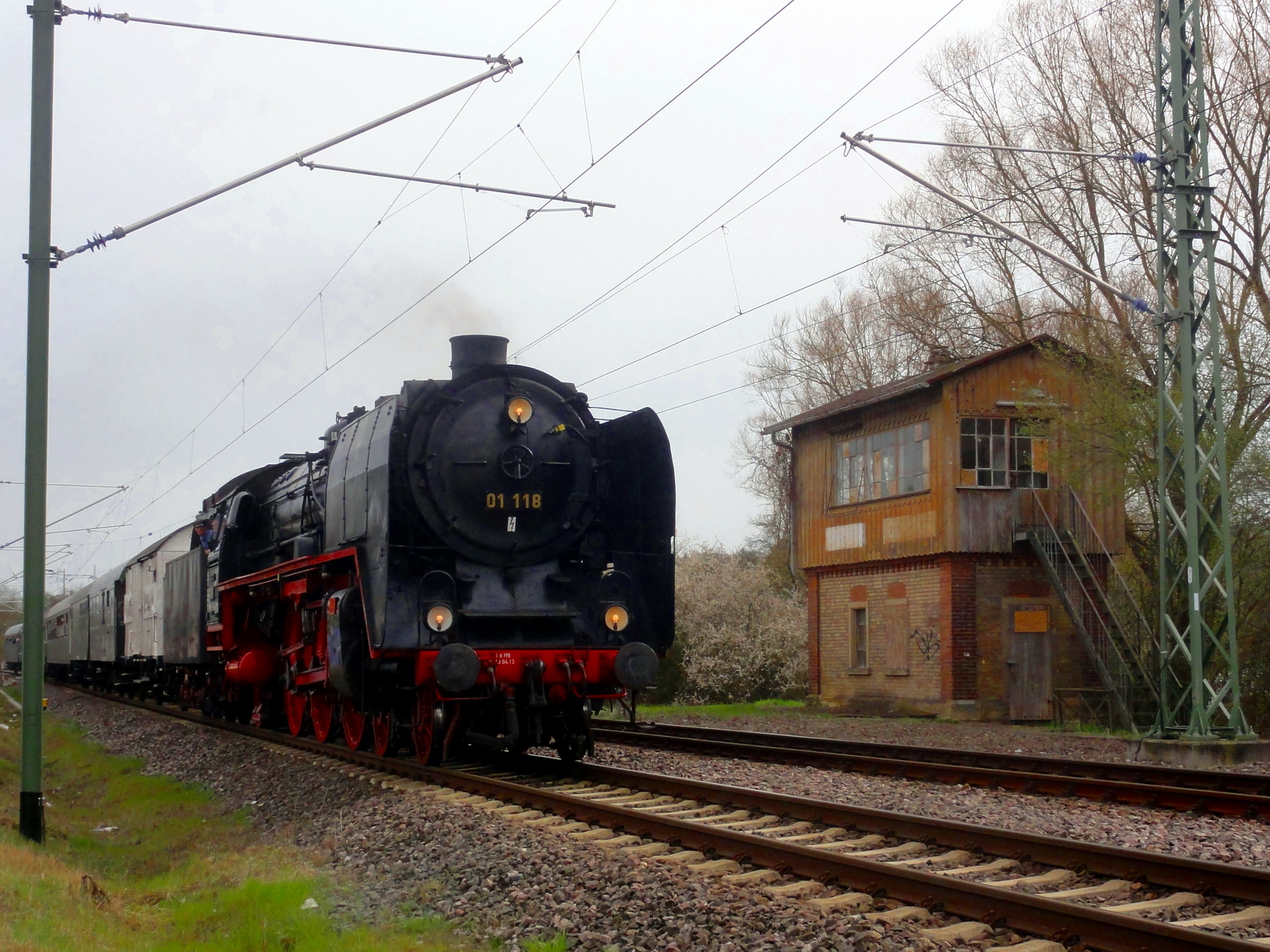
Паровоз у 2016
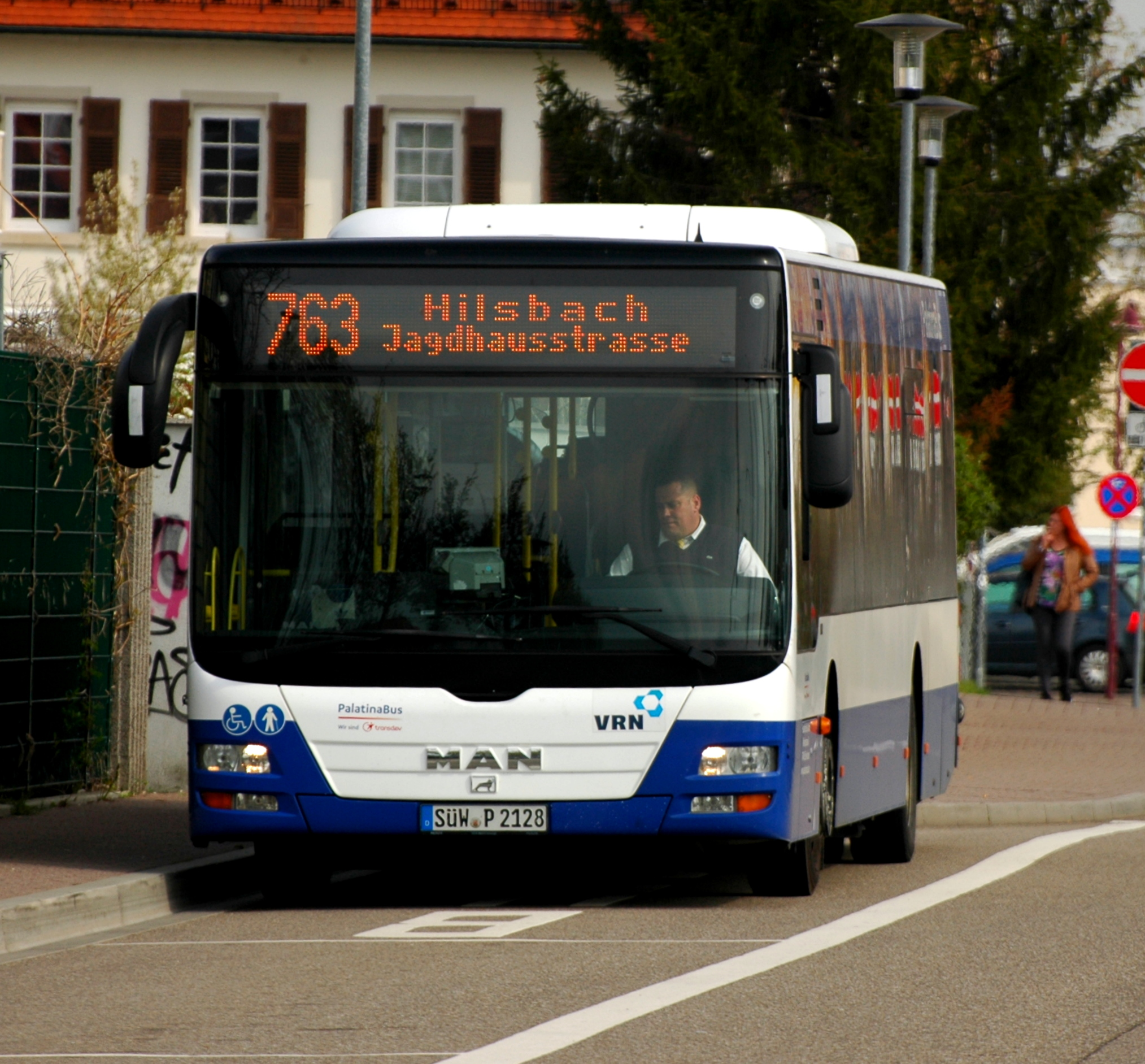
Автобус

## Галерея

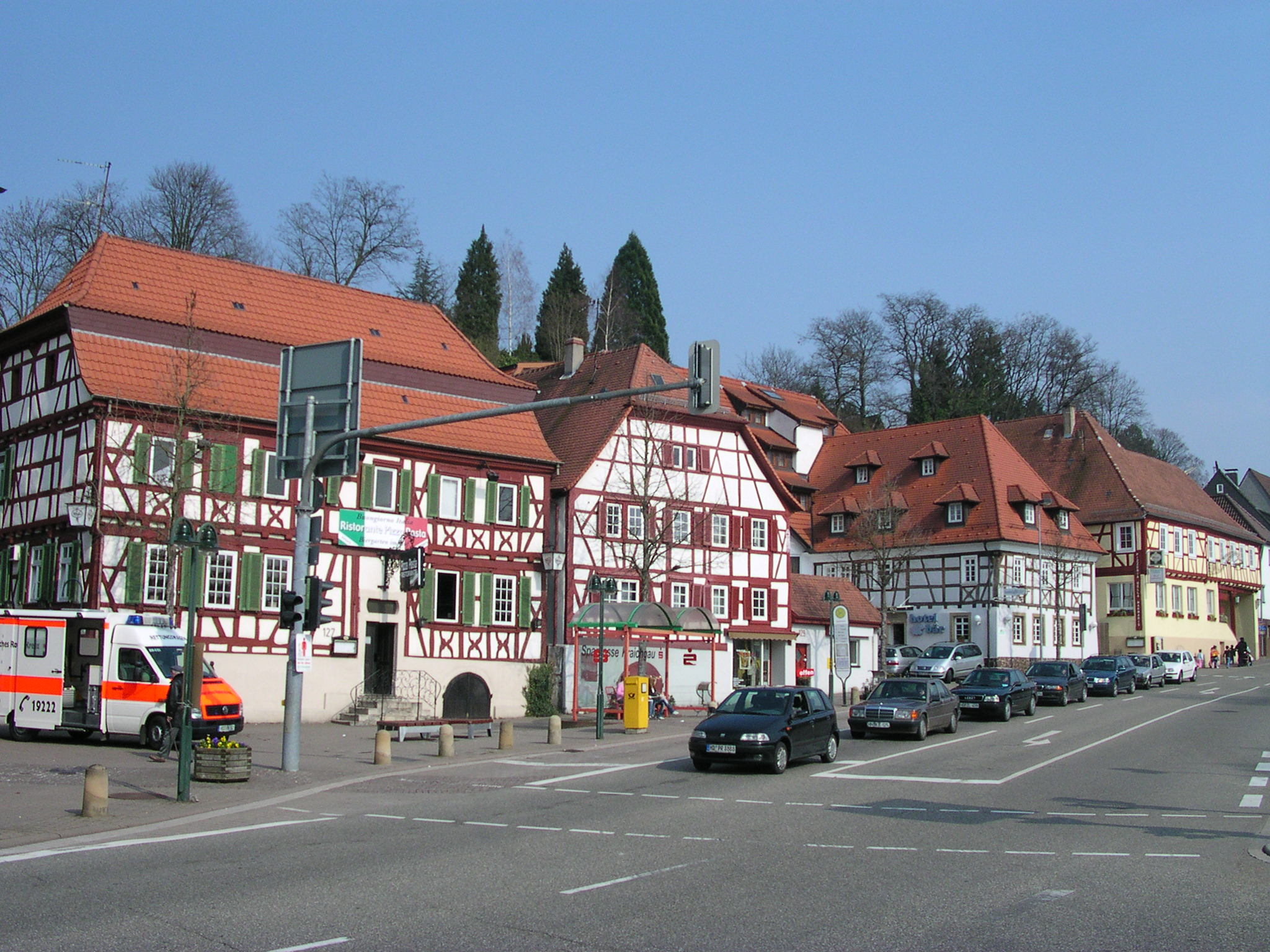
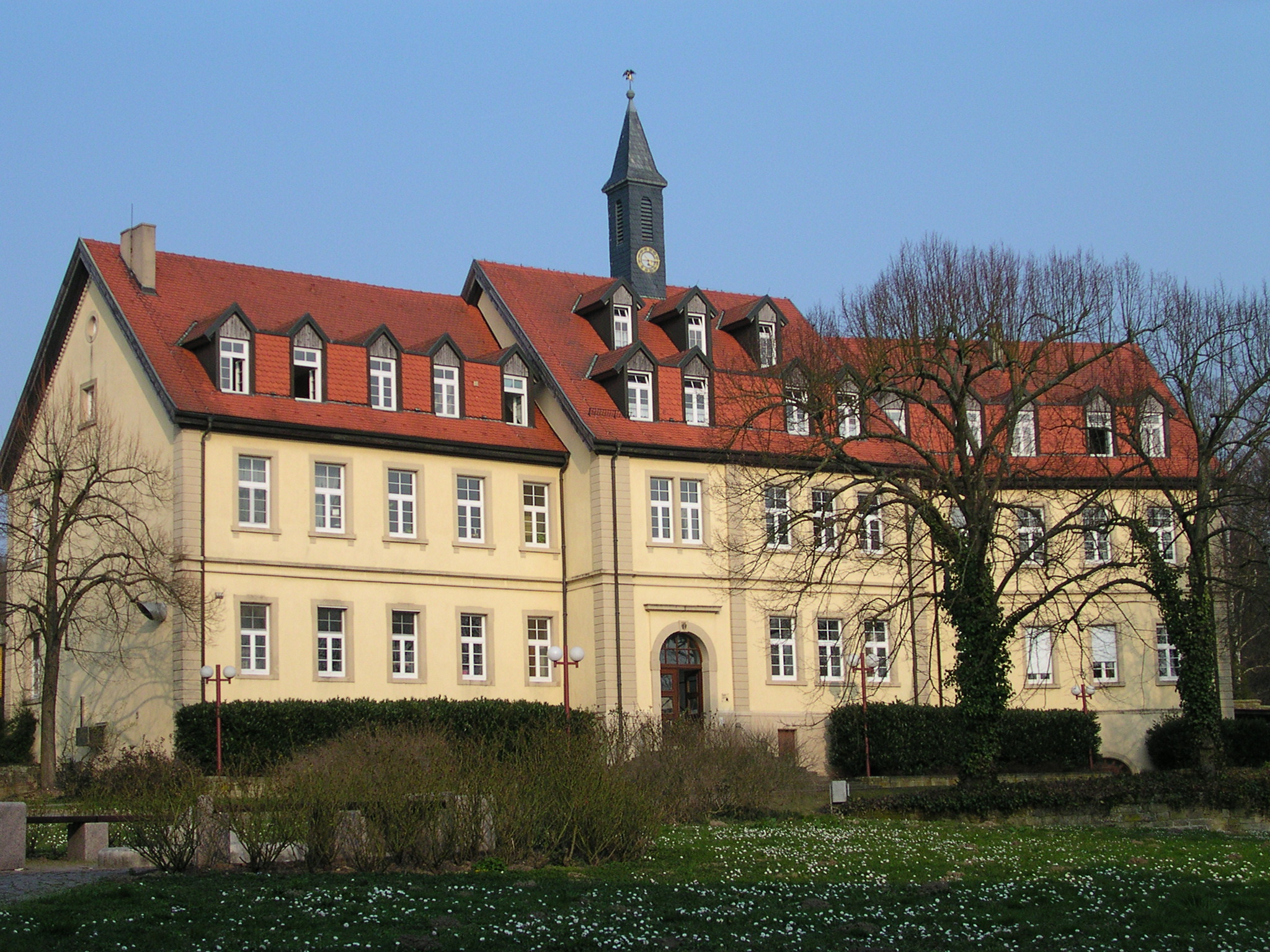
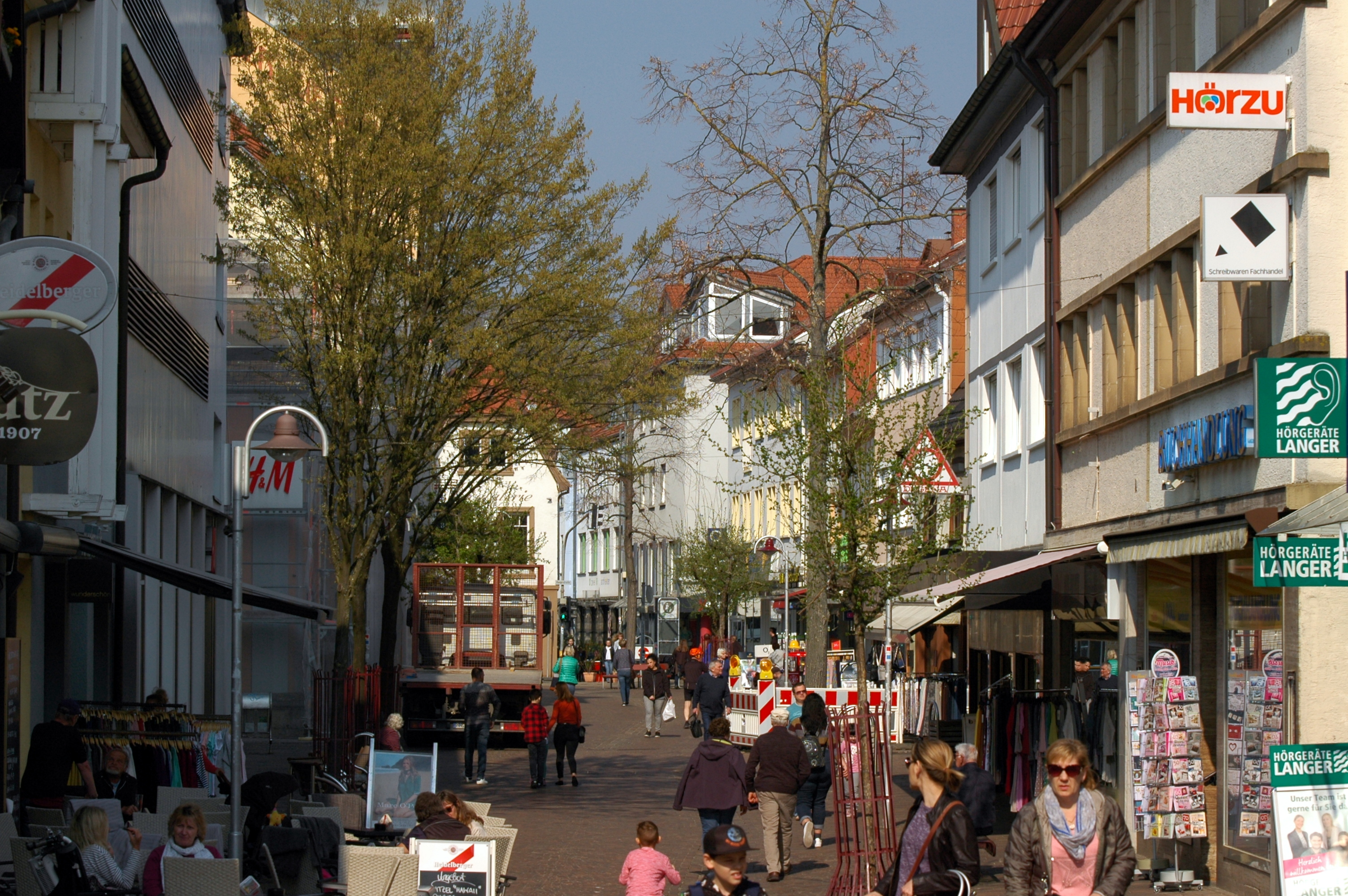
Центр міста
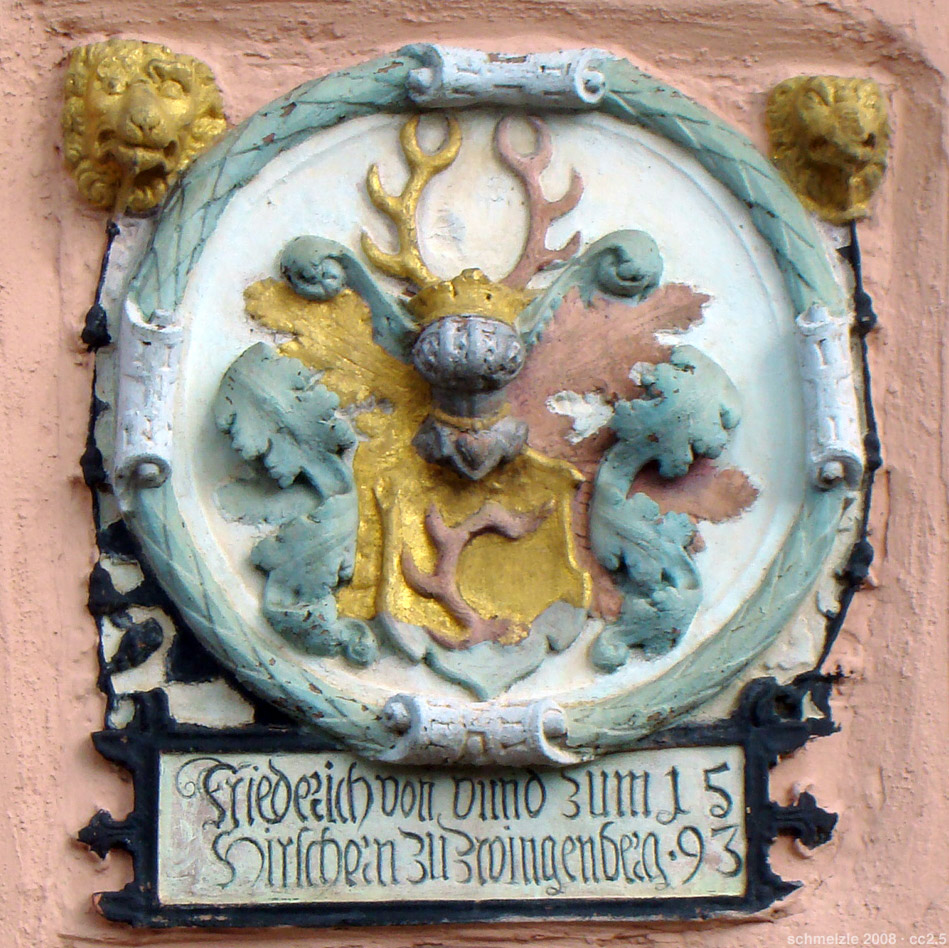
Родовий герб 1593 року
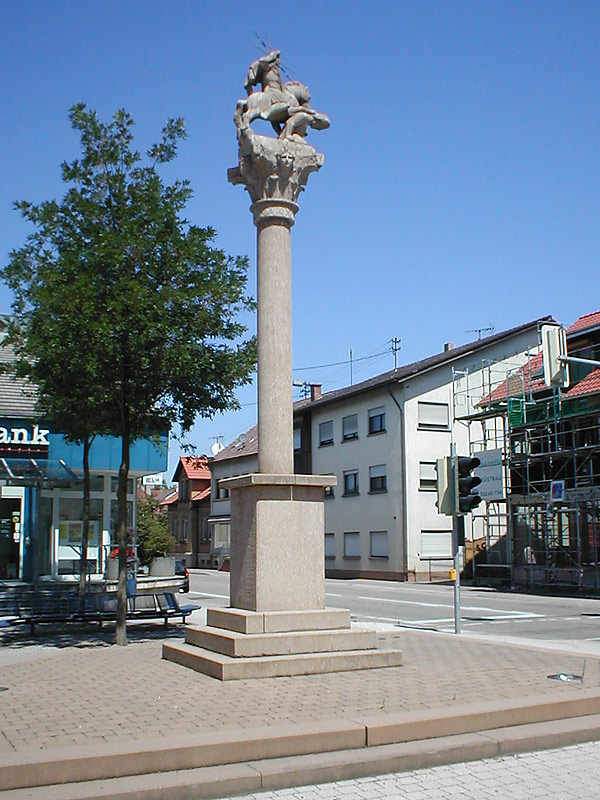
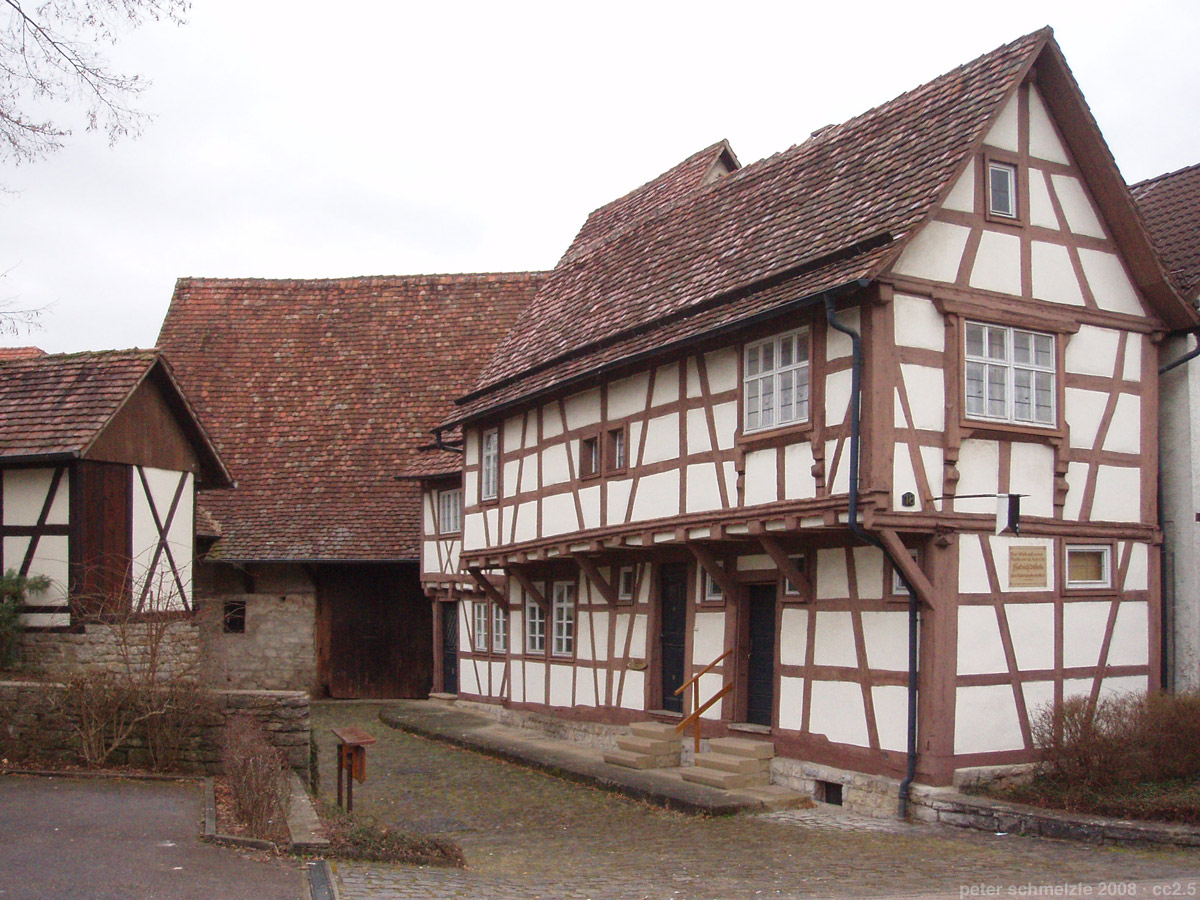
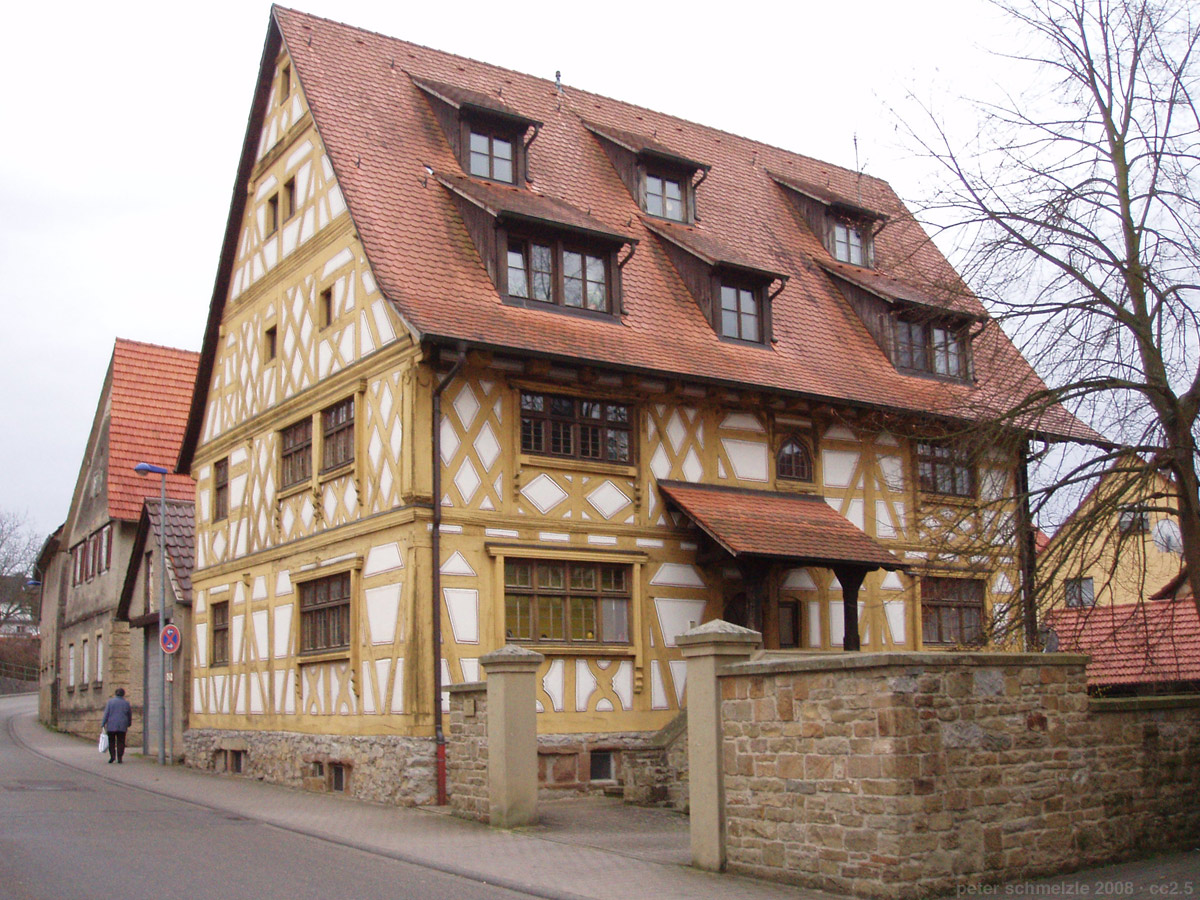
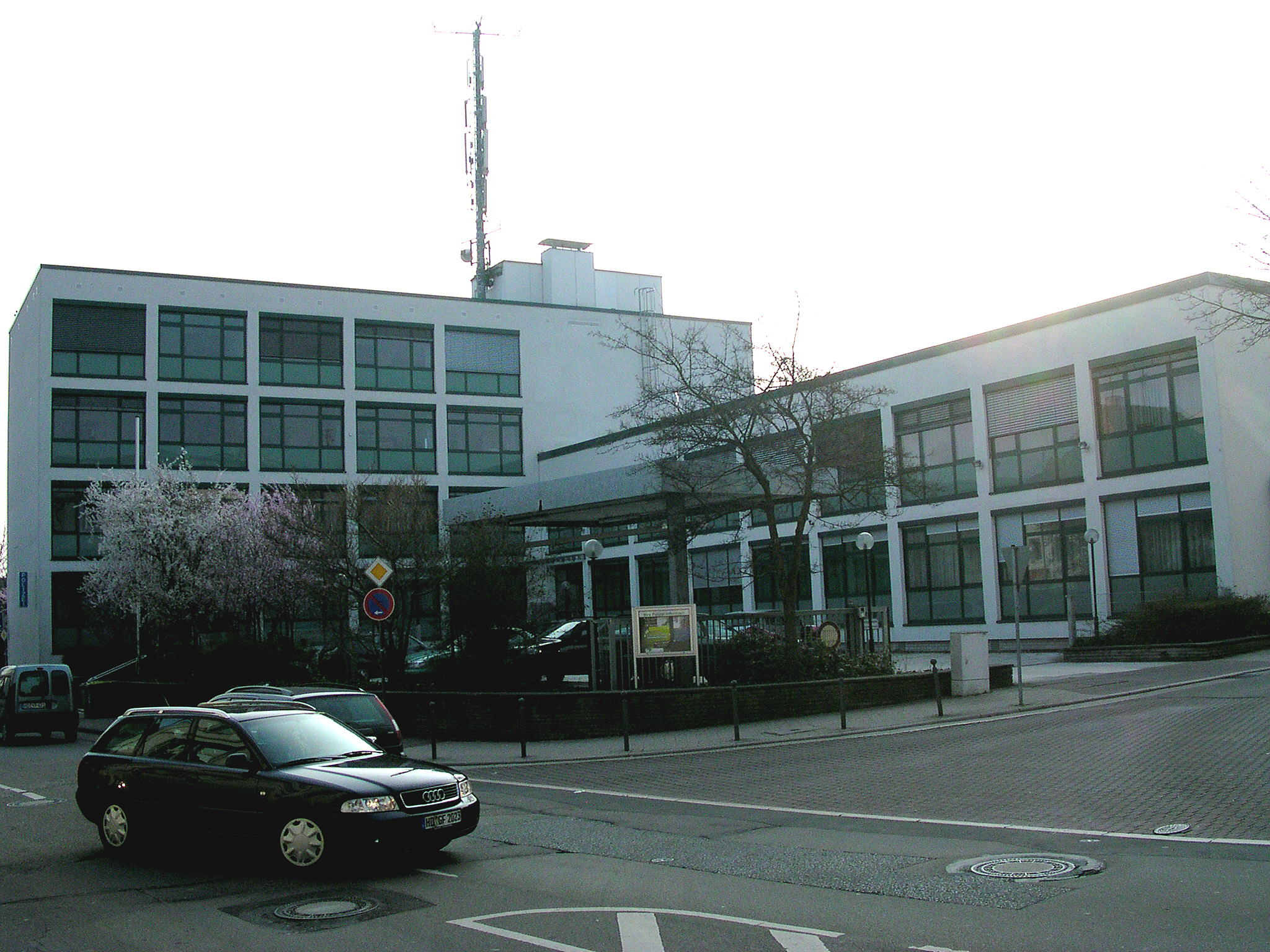
Поліція
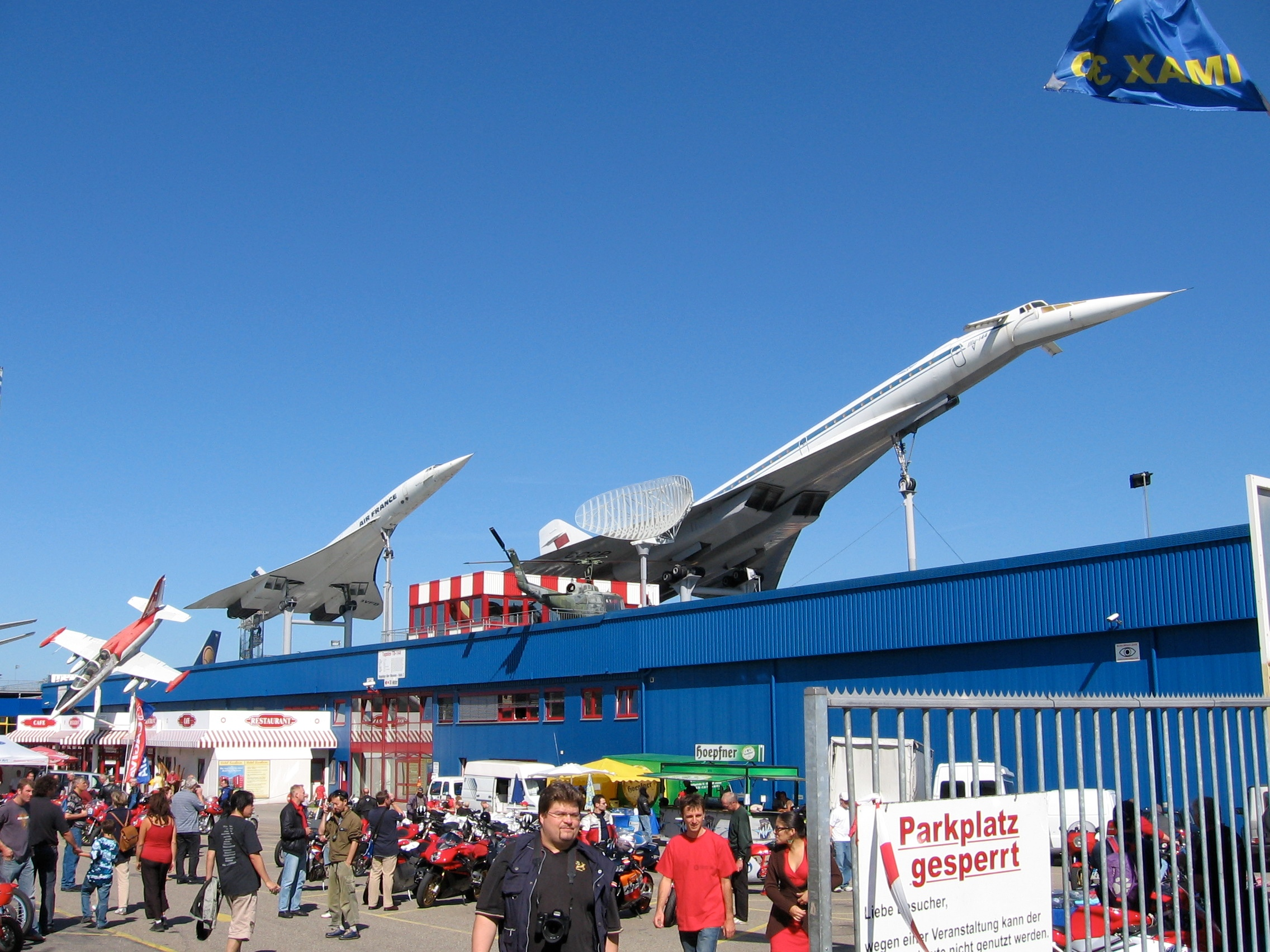
Ту-144 і Конкорд в музеї техніки
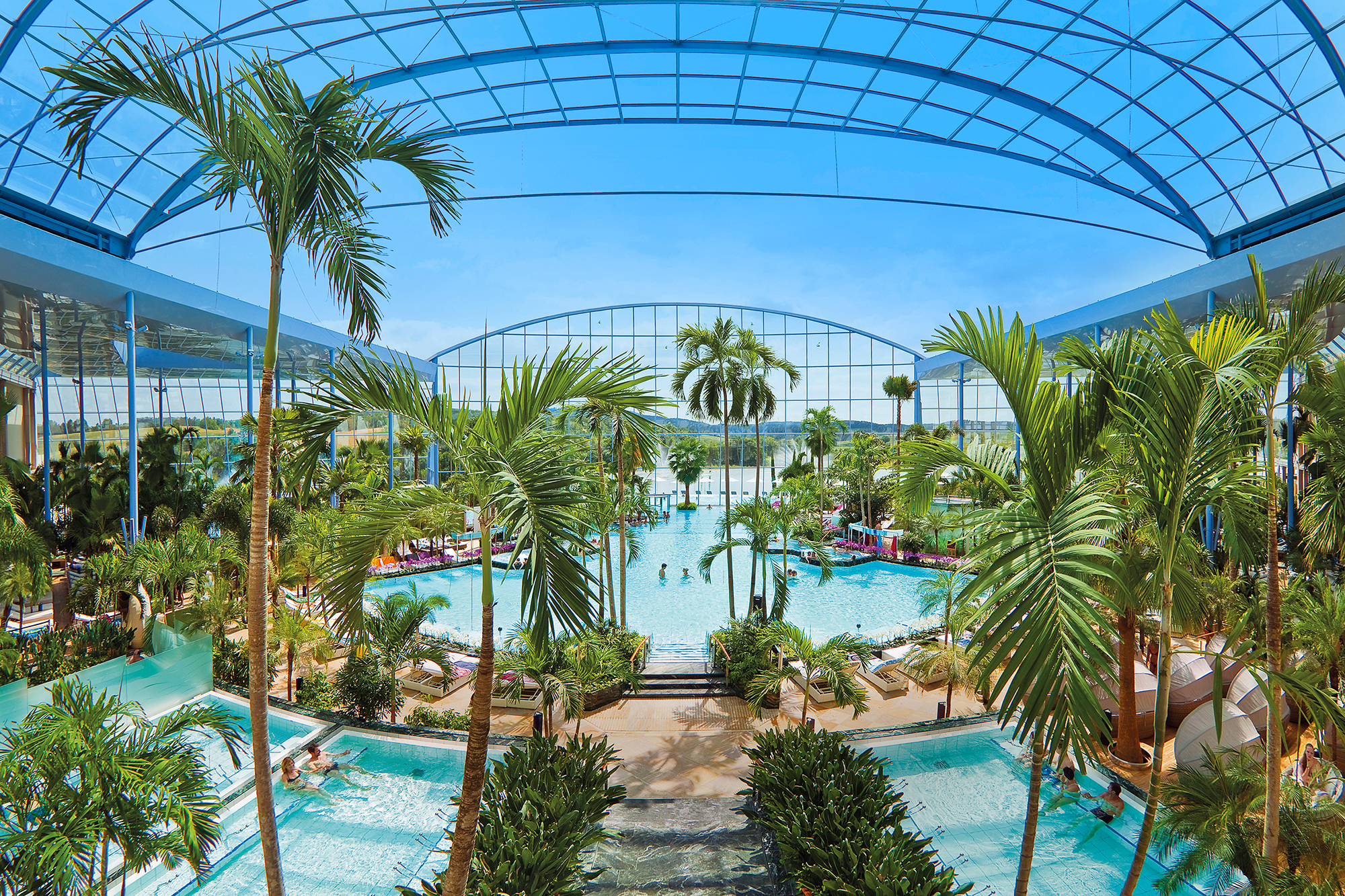
Аквапарк
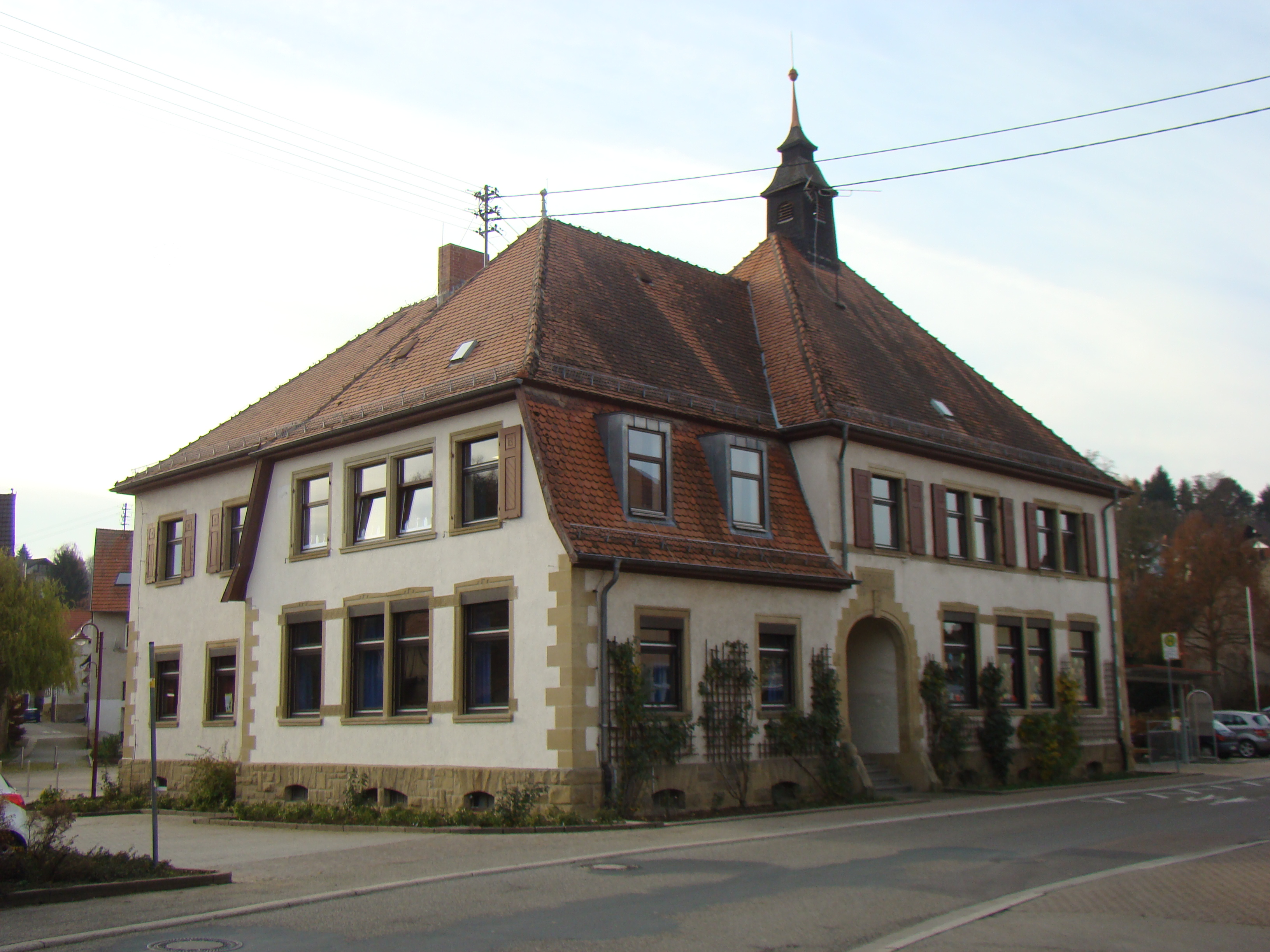
Школа
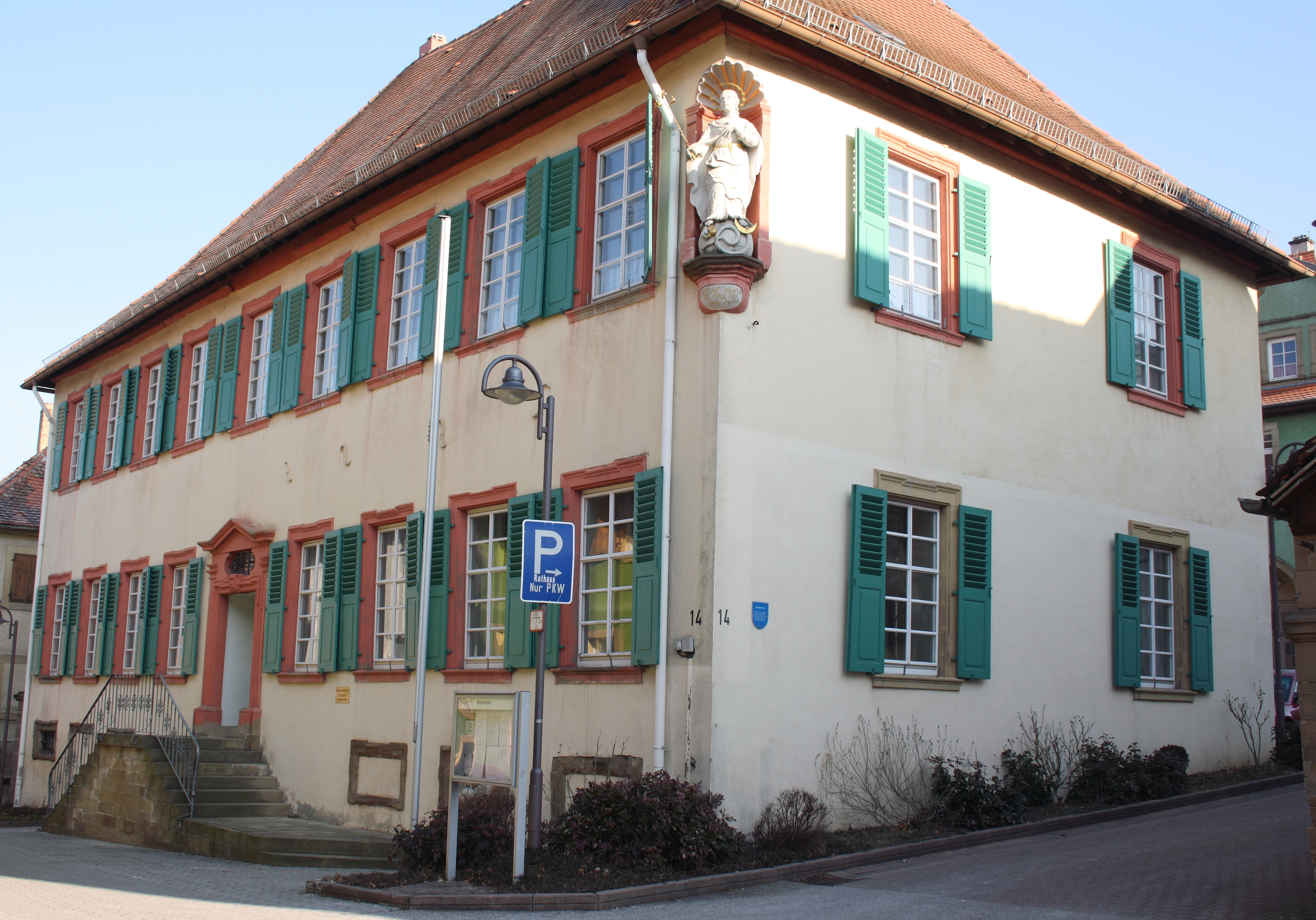
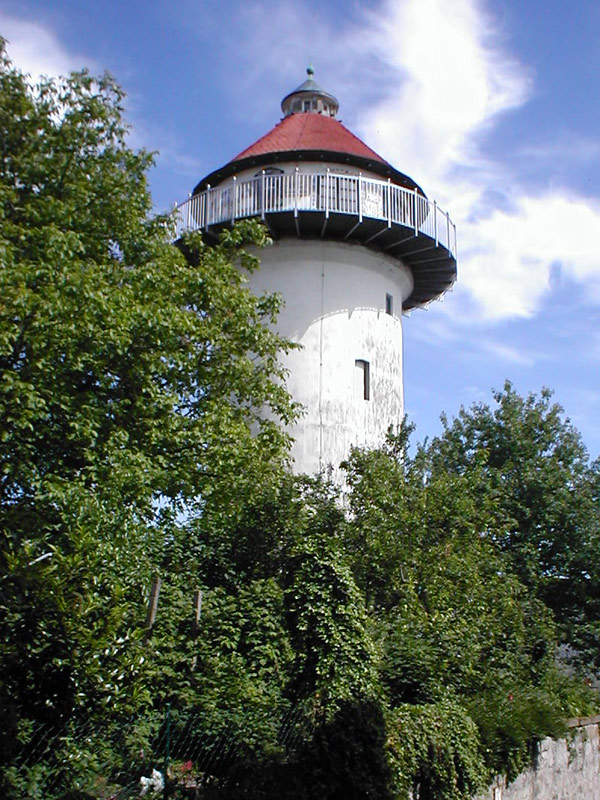
Водонапірна башта
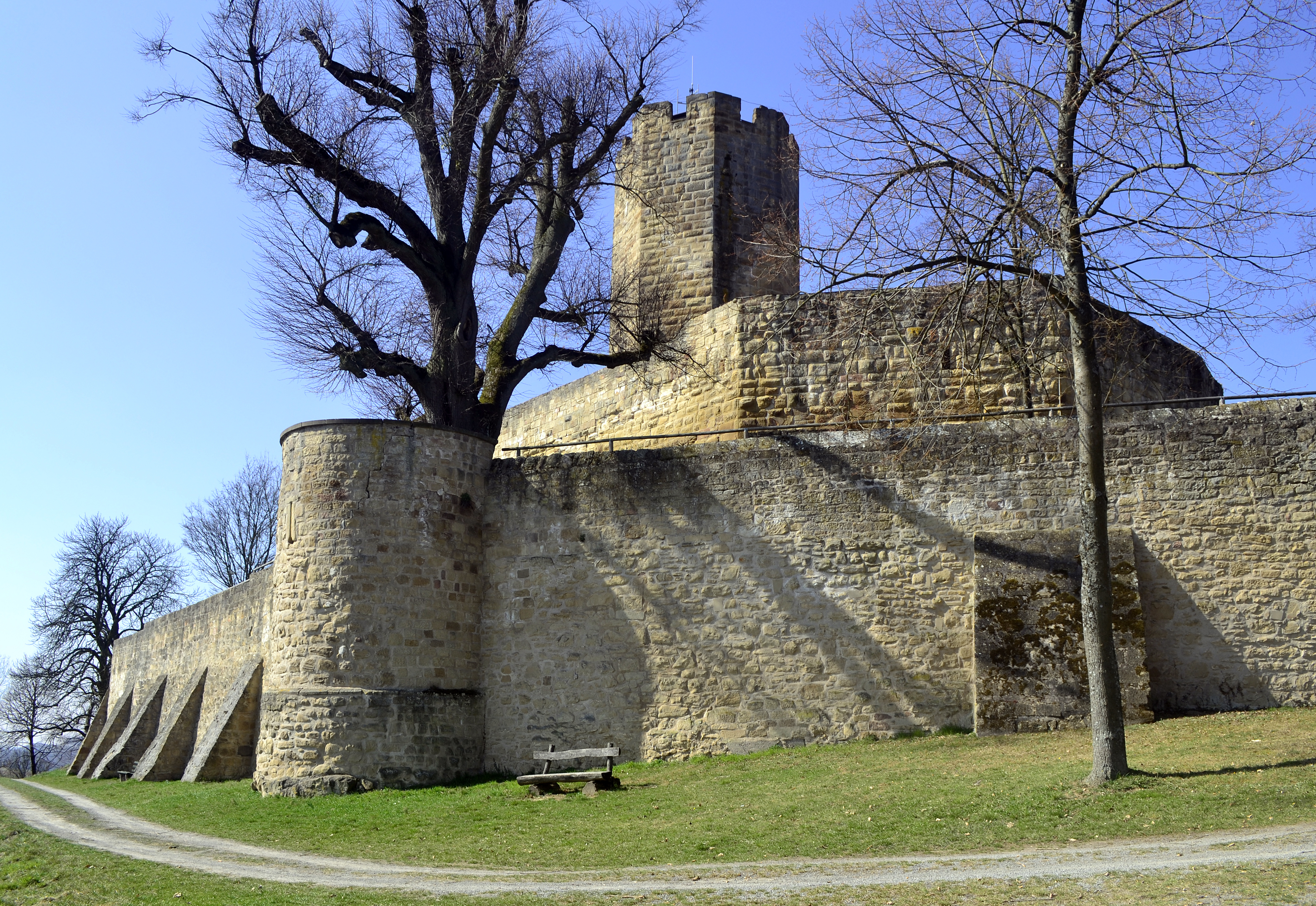
Замок Burg Steinsberg
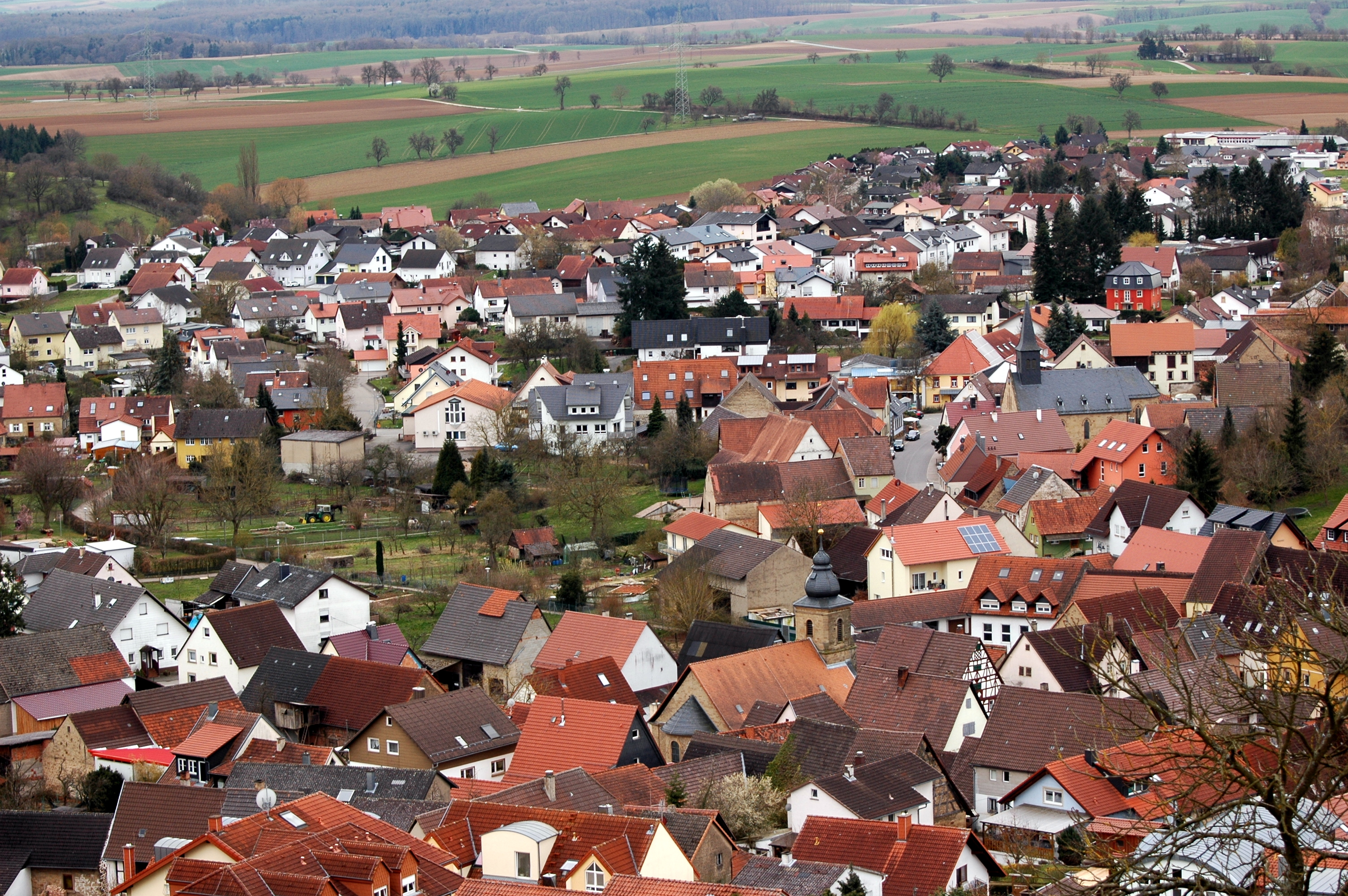
Вид на місто із замку Burg Steinsberg
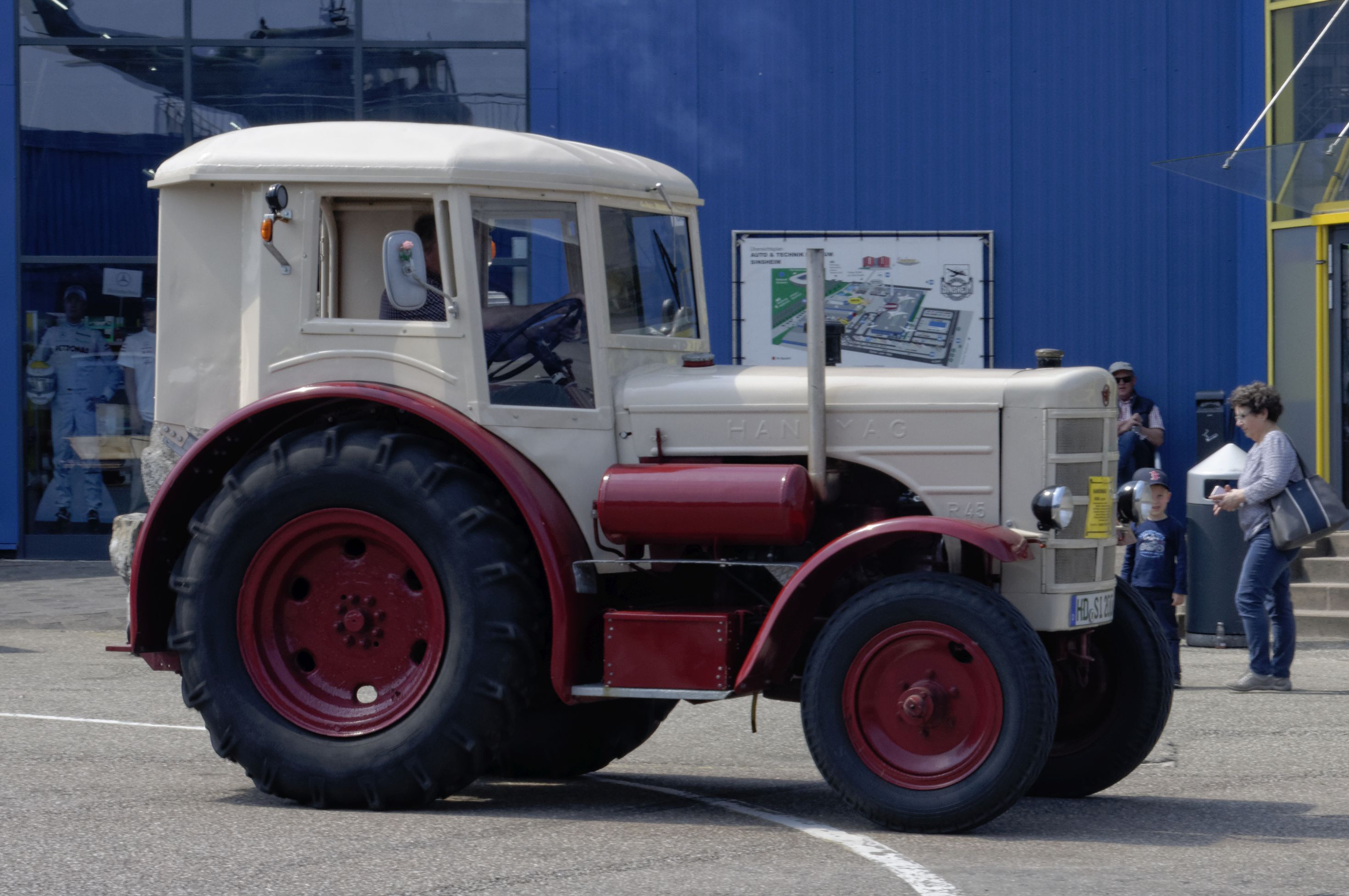
Agri Historica 2019 - виставка історичних тракторів
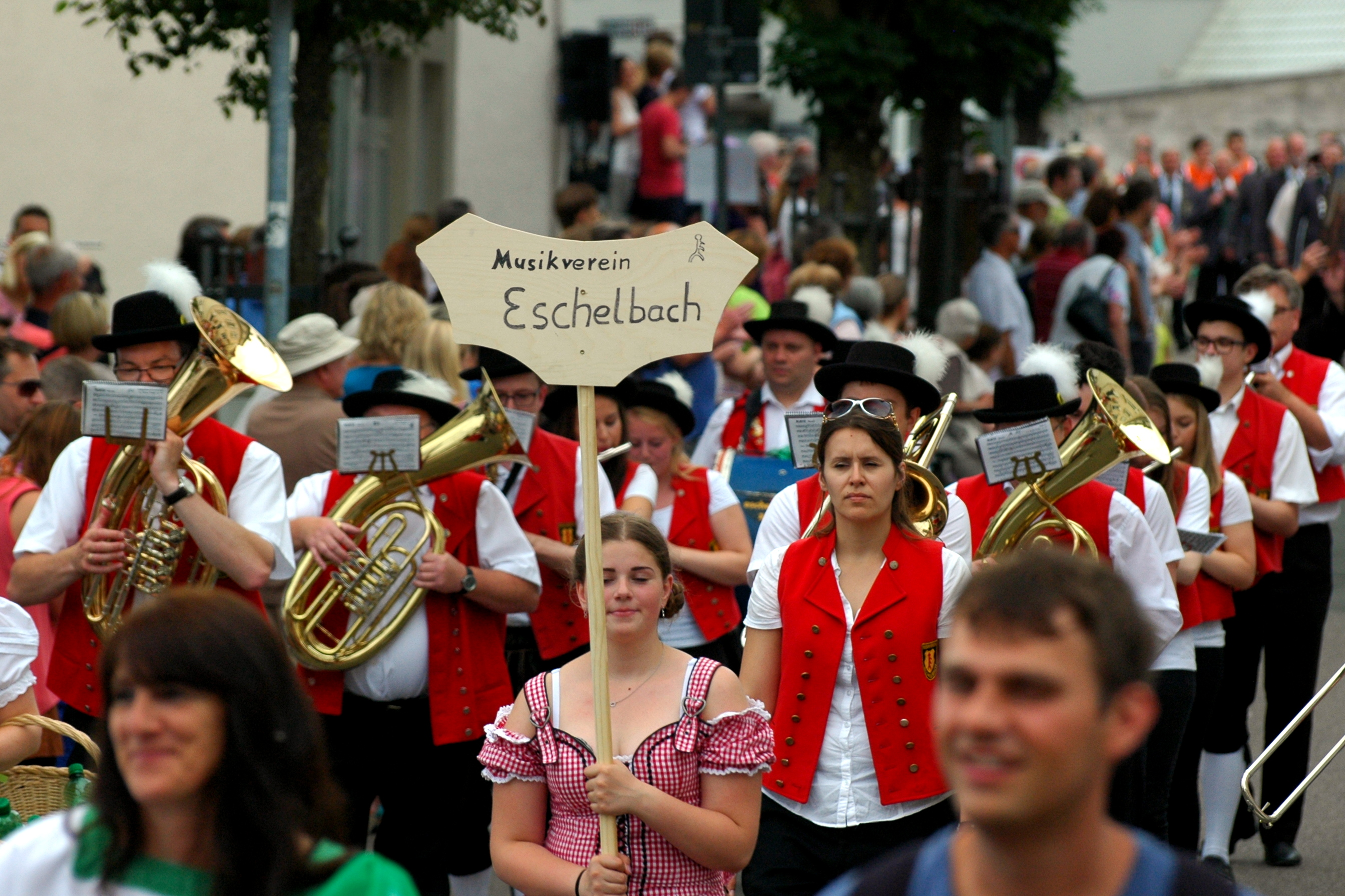
Святковий концерт в національних костюмах
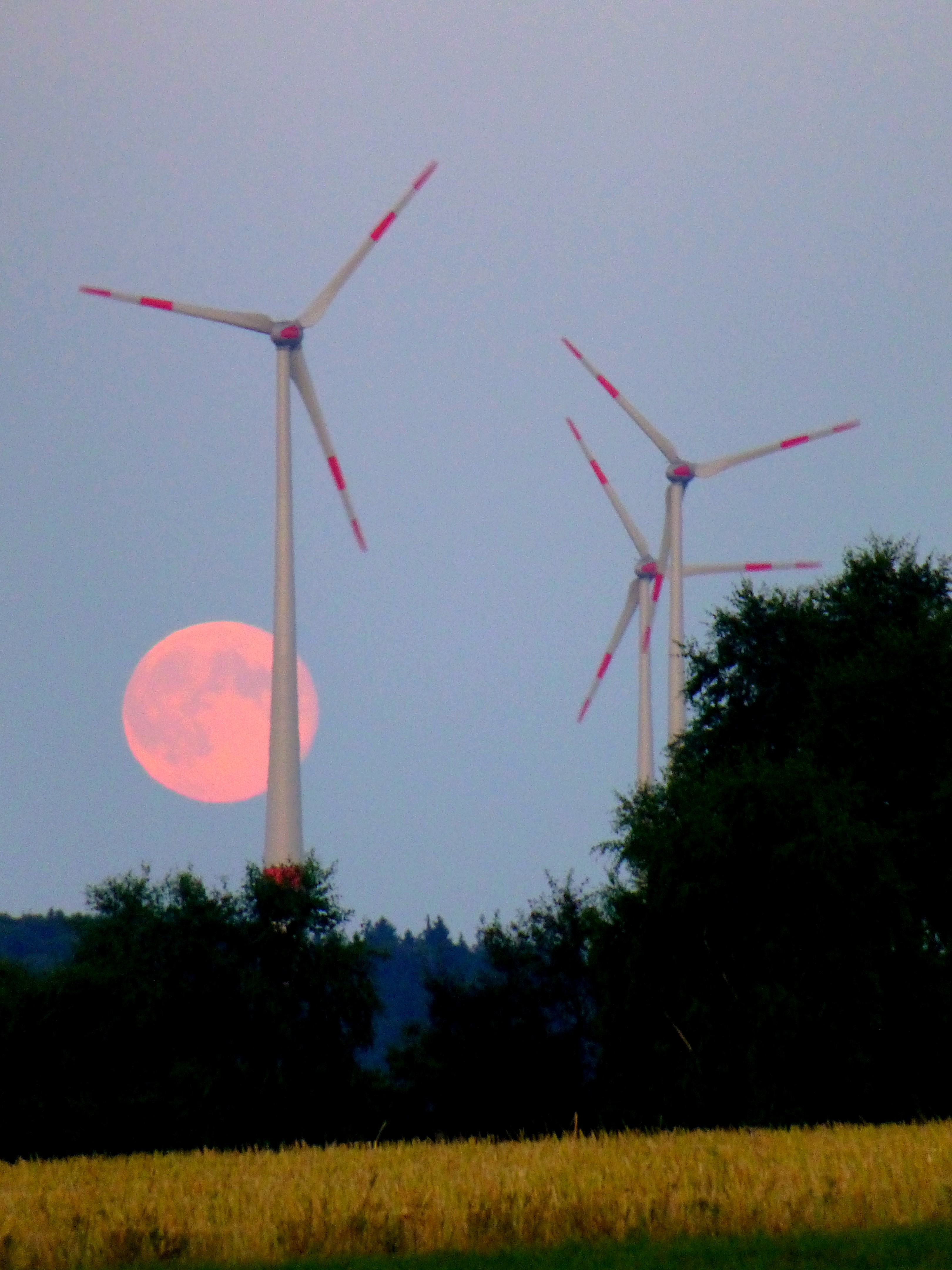
Вітрові генератори
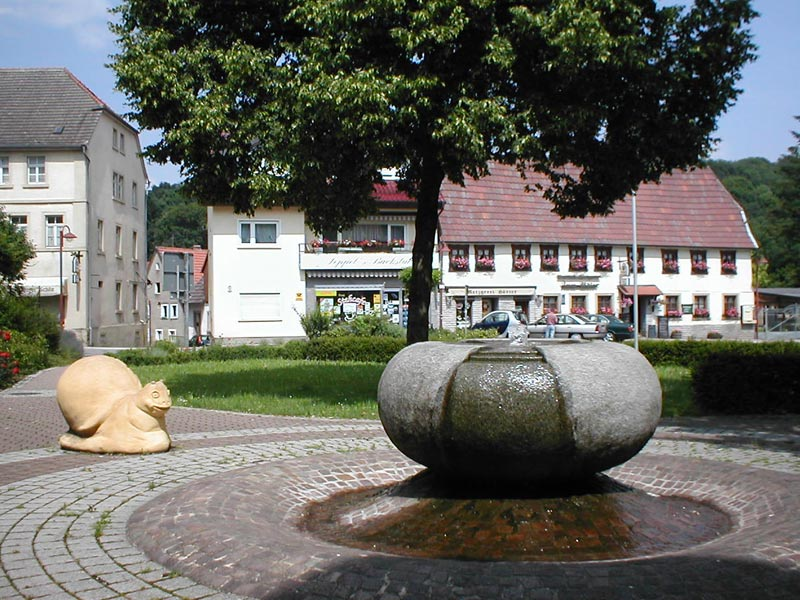